# Abtei Sayn

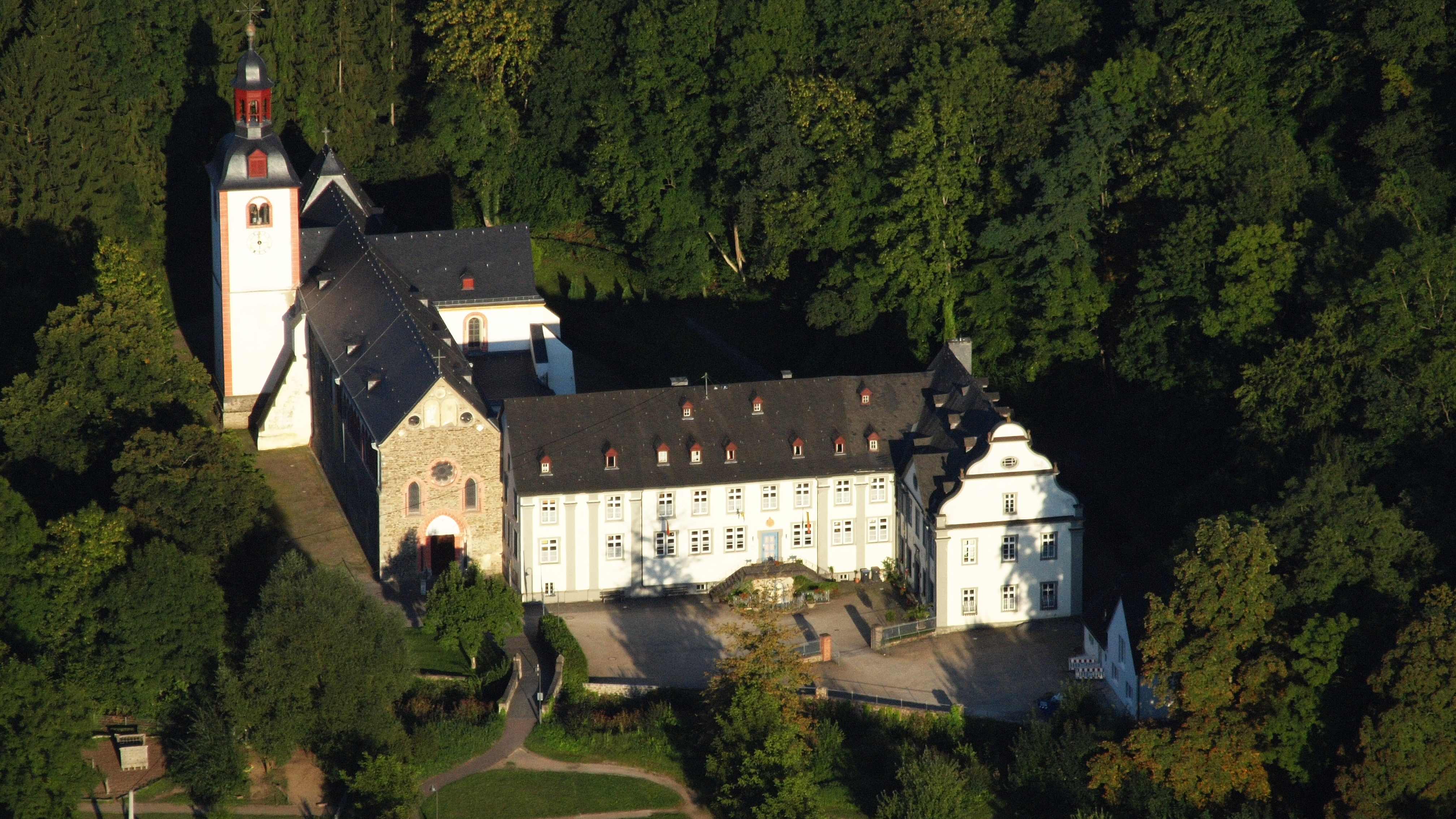
Luftaufnahme der noch vorhandenen Abteigebäude

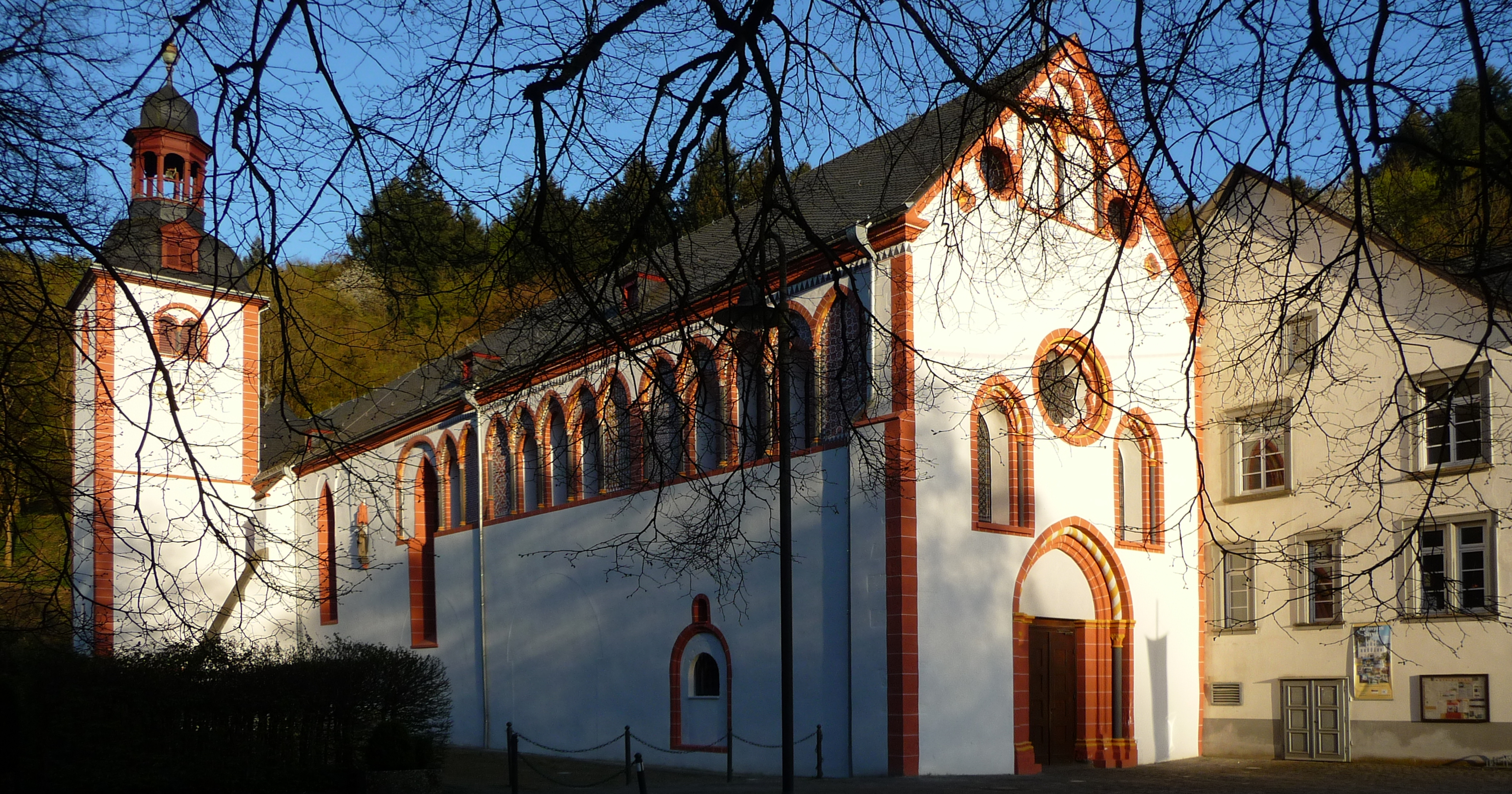
Kirche nach der Renovierung 2015

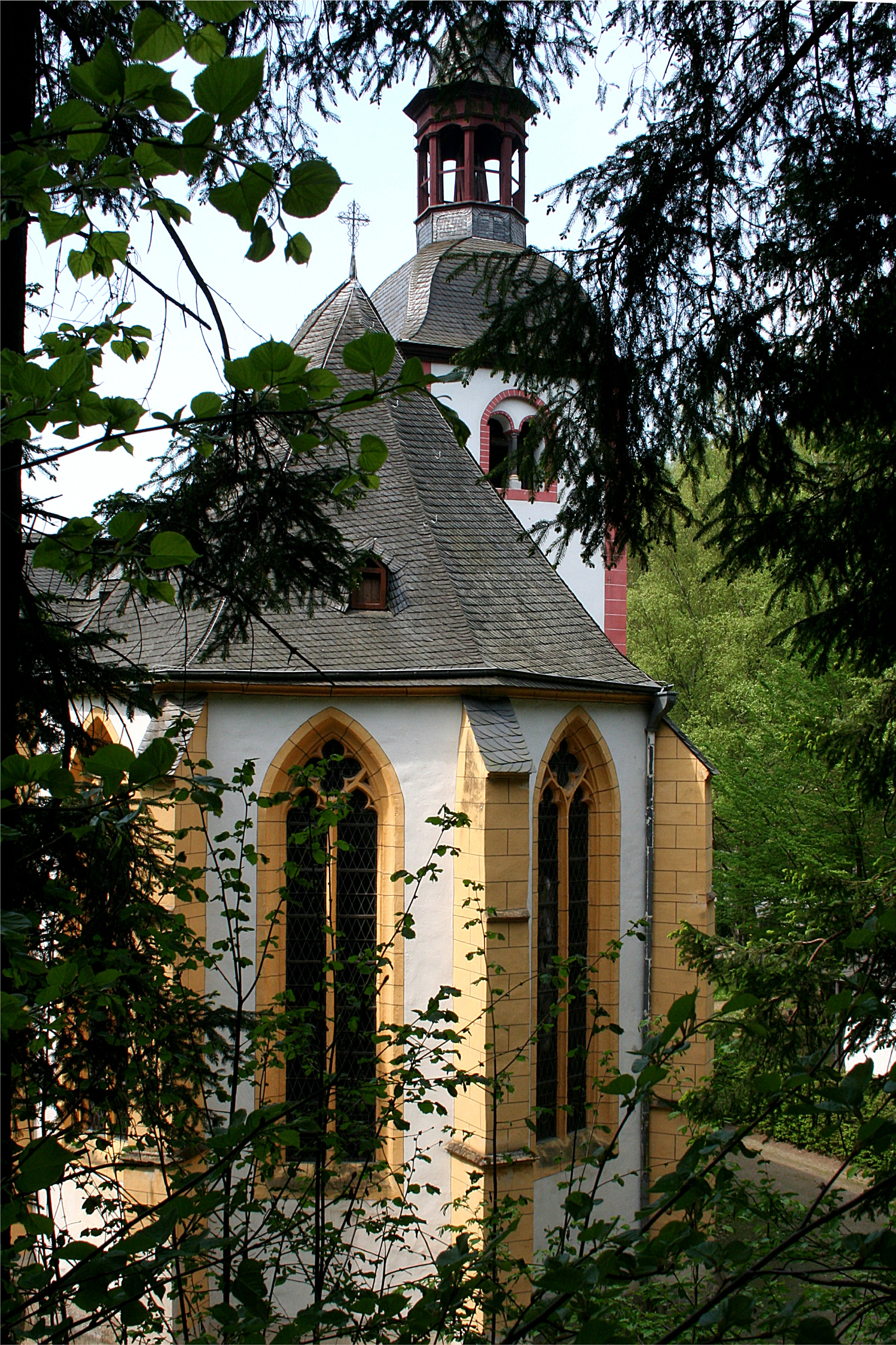
Ostchor

Die Abtei Sayn (abbatia Saynensis) ist ein ehemaliges Prämonstratenserkloster in Bendorf-Sayn am Rande des Neuwieder Beckens, rechtsrheinisch zwischen Neuwied und Koblenz gelegen. Sie wurde im Jahr 1200 vom Sayner Grafen Heinrich II. gegründet und durch Prämonstratenser-Chorherren des Klosters Steinfeld besiedelt. Im Mai des Jahres 1202 fand die feierliche Weihe der Abteikirche durch den päpstlichen Legaten Guido von Praeneste statt.
Die Auflösung erfolgte im Juni des Jahres 1803 infolge des Reichsdeputationshauptschlusses. Seitdem dient die heute unter dem Kirchenpatronat des Landes Rheinland-Pfalz stehende Abteikirche als Pfarrkirche der römisch-katholischen Pfarrei Sayn in der Pfarreiengemeinschaft Bendorf.

## Geschichte
Mit der Hoffnung auf jenseitige ewige Vergeltung (ob spem retributionis aeternae), um die Grafschaft Sayn nach dem Vorbild anderer rheinischer Adelsgeschlechter mit einem eigenen spirituellen Zentrum auszustatten und in der Absicht, für die eigene Familie eine würdige Grablege zu schaffen, beschlossen Graf Heinrich II. und seine Brüder Eberhard II., Gerlach und Bruno, ein Kloster zu stiften. Als Ort für diese Stiftung wurde im Brexbachtal oberhalb des Ortes Sayn und in Sichtweite und unter dem Schutz der eigenen Burg der Platz neben der bereits vorhandenen Nikolauskapelle festgelegt. Zur Besiedlung des Klosters entschied man sich für die Chorherren des Prämonstratenserordens, zu denen bereits Kontakte über das Eifelkloster Steinfeld bestanden. Nach klosterinternen Überlieferungen soll Graf Heinrich II. im Jahr 1200 in Steinfeld um die Entsendung eines Konvents gebeten haben. Vermutlich war der Baubeginn bereits vor 1195. Die geringe geografische Entfernung der neuen Abtei zur bereits bestehenden Abtei Rommersdorf widersprach zwar den prämonstratensischen Regeln und führte tatsächlich in den ersten Jahren zu kleineren Konflikten, die jedoch in Verhandlungen mit dem Trierer Erzbischof und den zuständigen Mutterabteien beigelegt werden konnten.
Im Mai des Jahres 1202 (unterschiedliche Urkunden weisen den 12. Mai und den 19. Mai 1202 aus) wurde die Abteikirche vom päpstlichen Legaten Guido von Praeneste in Anwesenheit des Trierer Erzbischofs und Kurfürsten Johann I., weiterer kirchlicher Würdenträger und der Mitglieder der Grafenfamilie feierlich geweiht. Der Stifter Graf Heinrich II. war Anfang Februar 1202 verstorben, sodass der Bruder Eberhard II. und der noch junge Sohn des Stifters, Heinrich III., die Familie führten. Durch Schenkungen und Allodien gaben sie dem Konvent die notwendige wirtschaftliche Grundlage. Kirchenrechtlich wurde der Abtei die Seelsorge der neu gegründeten Pfarrei Sayn übertragen. Die Bewohner des Tales und der Burg hatten bis dahin zur Pfarrei Engers gehört, deren Pfarrer Bruno von Sayn (Bruder des Stifters, Dompropst in Köln, Propst in Bonn und Koblenz St. Castor, späterer Erzbischof von Köln) auch der Pfarrherr der Nikolauskapelle in Sayn war.
Die ersten Oberen der jungen Abtei bezeichneten sich als Pröpste und standen unter der Aufsicht des Abtes von Steinfeld. Erst der dritte Klostervorsteher ist in Urkunden mit dem Abtstitel bezeugt. Demnach wurde das Kloster 1228 zur selbstständigen Abtei erhoben.
Bereits 50 Jahre nach der Einweihung konnte der Kirchenbau um drei Joche erweitert werden. Grundlage hierfür bildete eine sich entwickelnde Wallfahrtskultur, hervorgerufen durch die Armreliquie des hl. Apostels Simon Zelotes, die bereits ab 1212 zur Verehrung ausgestellt wurde und zahlreiche fromme Pilger anzog. Schenkungen und Stiftungen, Gestattungs- und Schutzbriefe der kirchlichen und weltlichen Obrigkeit und eine große Zahl derer, die in Fraternität bzw. Hausgemeinschaft und Konvent aufgenommen wurden, ließen die Abtei in wirtschaftlicher wie auch religiöser Bedeutung wachsen. 1275 übertrug der Trierer Erzbischof Heinrich der jungen Abtei Sayn die Aufsicht über das Prämonstratenserinnenstift Engelport (Angelica Porta) südöstlich von Cochem. Eine überregionale Bedeutung erlangte die Abtei Sayn unter ihrem Abt Johann von Berka zwischen 1465 und 1500. Abt Johann setzte sich u. a. stark für die prämonstratensische Reform der deutschen und niederländischen Klöster des Ordens und für die Wiederherstellung regeltreuer Disziplin ein. Sayn galt zu dieser Zeit als Vorbild in Sitte und Ordnung für die anderen Klöster.
Mit dem nächsten Abt, Levin von Gouda, begannen Misswirtschaft, Amtsmissbrauch, Veruntreuung des Klostervermögens. Moralischer und wirtschaftlicher Niedergang der Abtei war absehbar. Unter den nachfolgenden Vorstehern erholte sich die Abtei leicht. Durch den Übertritt des Grafen Heinrich IV. von Sayn zur neuen Lehre wurde dieser Aufschwung jedoch unterbrochen. Der Kirchenschatz musste „der größeren Sicherheit wegen“ auf die Burg Sayn verbracht werden und ist seitdem verschwunden. Die baulich mit dem Kirchenschiff verbundene St.-Nikolaus-Kapelle beanspruchte die neue evangelische Gemeinde und der protestantische Prediger bezog Gehalt, Wohnung und Verpflegung vom Kloster. In den Folgejahren wurde die durch Baufälligkeit bedrohte Kapelle von Prediger und evangelischer Gemeinde vernachlässigt und dadurch unbenutzbar. Der Graf zwang den Abt, die Konventskirche mit der evangelischen Gemeinde zu teilen – der Konvent musste sich auf den Chorraum beschränken. Gleichzeitig war ein religiöser, sittlicher und wirtschaftlicher Verfall der prämonstratensischen Gemeinschaft zu beklagen.
In dieser Notzeit starb im Januar 1606 Graf Heinrich IV., der Bedränger der Abtei, ohne männliche Nachkommenschaft. Dies hatte zur Folge, dass der Trierer Erzbischof Lothar von Metternich umgehend die Burg Sayn als erledigtes Mannlehen gewaltsam in Besitz nahm. Damit endete die Ausplünderung des Klosters, und die Bevölkerung kehrte zum ursprünglichen Glauben zurück. Es begann ein langsamer und mühsamer Wiederaufstieg der Abtei. Der Dreißigjährige Krieg und Pestepidemien jener Zeit gingen auch am Kloster nicht spurlos vorüber. Erst die Äbte Adolph Gülich (in den letzten Jahren seiner Amtszeit vertreten durch Abtkoadjutor und späteren Abt Adam Schmitz) und Engelbert Colendal konnten eine neue Blüte der Abtei bewirken. Unter Letzterem erfolgte eine rege Renovierungs- und Bautätigkeit. Die Ausstattung der Kirche wurde barockisiert und die Prälatur erbaut. Er erlangte für sich und seine Nachfolger das dauerhafte Recht, eine Mitra zu tragen.
Die nächste Krise traf das Kloster ohne eigenes Verschulden; die Einquartierung von Soldaten der Koalitionskriege in den 1790er Jahren führten zu Plünderungen und schweren Schäden an Gebäuden und Inventar.
1803 wurde die Abtei, wie fast alle Klöster in Deutschland, aufgelöst und die Güter und Ländereien dem Fürsten Friedrich August von Nassau zugeteilt. Die Chorherren mussten die Abtei verlassen, und den Abt Bartholomäus Reinhard betraute man mit der Pfarrseelsorge. Frater Hermann Schmalenbach von Sayn übernahm die Stelle eines Hauskaplans an der Kapelle des Schlosses Sayn, und mit seinem Tod 1830 endete die Epoche des weißen Ordens in Sayn – bis 2004.
Die Stiftungsurkunde von 1202 enthielt die Auflage, die Abteikirche auch als Pfarrkirche bereitzustellen. Hieraus ergab sich für Nachfolgende die Verpflichtung, Kirche und Pfarrhaus der Pfarrei zu erhalten. 1815 ging das Kirchenpatronat an Preußen und 1946 an das Land Rheinland-Pfalz über. Ab 1824 wurde ein Teil des Klostergebäudes Schulhaus. Seit 2004 ist wieder ein Mitglied des Prämonstratenserordens als Seelsorger in Sayn tätig.

## Gebäude

Die Abtei vor 1668 mit dem noch erhaltenen Vierungsturm

Die Gebäude der Abtei wurden, wie viele Jahrhunderte üblich, nach einem Planschema erbaut, das erstmals im St. Galler Klosterplan aufgezeichnet wurde. Neben rheinischer Bautradition ist in Sayn eine starke Anlehnung an das Mutterkloster Steinfeld zu erkennen, jedoch angepasst an die örtlichen Gegebenheiten. Die bereits als Filialkirche der Pfarrei Engers genutzte St.-Nikolaus-Kapelle wurde durch große Bogenöffnungen in der Nordwand mit der Klosterkirche verbunden. Hieraus und durch die beengten Platzverhältnisse zum südlich gelegenen Berghang hin bedingt, wurde die Kirche einschiffig ausgelegt und entlang der Südseite des Langhauses der nördliche Flügel des Kreuzganges angebaut. Der Kreuzgang als geographisches Zentrum des Klosters verband die Kirche mit den Konventsgebäuden, Kapitelsaal und Refektorium. An den Ostflügel des Kreuzgangs schlossen sich Abteigebäude an, die einen direkten Zugang zur Kirche hatten und zusammen mit den südlichen Gebäuden bis zum Berghang reichten. Der westliche Bau, wohl bereits in der Frühzeit als Wohn- und Konventsgebäude ausgelegt, schloss mit dem Westflügel das Geviert des Kreuzgangs ab. Nur dessen westlicher Teil ist, geschützt durch das Konventsgebäude, bis heute erhalten. Die anderen Kreuzgangteile konnten, wie die östlich und südlich anschließenden Klostergebäude, nicht vor Verfall und Abriss gerettet werden. Gebäudereste und Hinweise auf Grundrisse und Nutzung wurden spätestes mit dem Bau der Brexbachtaleisenbahn Ende des 19. Jahrhunderts durch den vorgeschobenen Berghang verschüttet. Diesem Schicksal fielen auch die süd- und südwestlich gelegenen Wirtschaftsgebäude anheim.
Der Kirchenbau selbst erfuhr im Laufe der Jahrhunderte verschiedene Änderungen: So wurden der massive Vierungsturm und das nördliche Querschiff mit den Querschiffkapellen baufällig und mussten abgerissen werden. Zur Sicherung des verbliebenen Gebäudes wurden ein massiver Glockenturm und eine zusätzliche Stütze errichtet. Die St.-Nikolaus-Kapelle war bereits vorher zerfallen und die Durchgangsbögen zur Kirche verschlossen worden.
Das Konventsgebäude erhielt im frühen 18. Jahrhundert sein heutiges Aussehen, und in der gleichen Zeit wurde die südwestlich anschließende Prälatur erbaut.

### Kirche

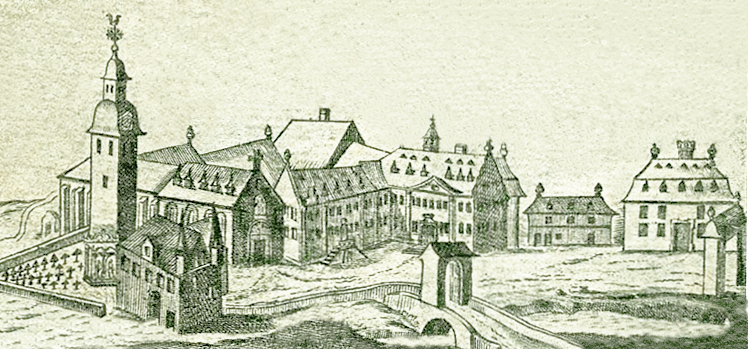
Abtei im Jahre 1742, hinter der Kirche die alten Konventsgebäude, vorne links die Porta Nova, im rechten Bilddrittel die Wirtschaftsgebäude

Der Baubeginn der Kirche konnte durch dendrochronologische Untersuchungen an einem Gerüstholz auf vor 1195 festgelegt werden. Bis 1202 war der Bau der Kirche offensichtlich so weit fortgeschritten, dass die Weihehandlungen durchgeführt werden konnten.
Das Kirchengebäude ist eine ursprünglich kreuzförmige Saalkirche in romanischem Stil. Der erste Grundriss bildete die Form eines griechischen Kreuzes mit quadratischer Vierung und zwei Querarmen sowie einem leicht verlängerten Joch im Langschiff. Das östliche Langhaus wurde durch eine halbrunde Apsis erweitert und bildete so den Chorraum. An beiden Querhäusern befanden sich zwei Querhauskapellen, von denen wahrscheinlich eine oder beide als Sakristei genutzt wurden. Die Längsjoche erhielten je zwei Rundbogenfenster in ihren Seitenwänden; die Querschiffe hatten jeweils ein Rundbogenfenster für jede Außenwand. Alle Fenster befinden sich entsprechend der romanischen Bauweise im oberen Drittel der Wände. Über der Vierung, deren Innenkuppel noch erhalten ist, stand ein massiver Glockenturm mit drei Schallarkaden auf jeder Seite.
In den Folgejahren entstanden weitere Gebäude der Klosteranlage, und erst um das Jahr 1255 – auch hier an einem Gerüstholz nachgewiesen – ist der nächste größere Bauabschnitt an der Kirche festzustellen. In diesen Jahren wurde das Schiff um drei zusätzliche Joche nach Westen erweitert. Bei zweien dieser Joche band man durch große Scheidbögen in der nördlichen Wand die unmittelbar daneben stehende St.-Nikolaus-Kapelle räumlich an, sodass hier der Eindruck der Mehrschiffigkeit der Anlage entstand. Außerdem erhielten diese Joche in der nördlichen Wand Fenster, die, bereits etwas schlanker und mit Spitzbögen versehen, in Dreiergruppen angeordnet waren. Die Südwand wurde in den neuen Jochen mit siebenteiligen Fächerfenstern versehen, die wegen des Kreuzganges sehr hoch angelegt wurden. Zumindest in den drei neuen Jochen war die Decke als flache Holzbalkendecke ausgeführt, was Wandfriesmalereien am oberen Mauerabschluss im inneren Dachbereich bestätigen. Die Westfassade deutet durch die schwach spitzbogigen Fenster und den Achtpass ebenfalls erste Einflüsse der Gotik an, die hier wesentlich später zur Geltung kam als in den Städten.

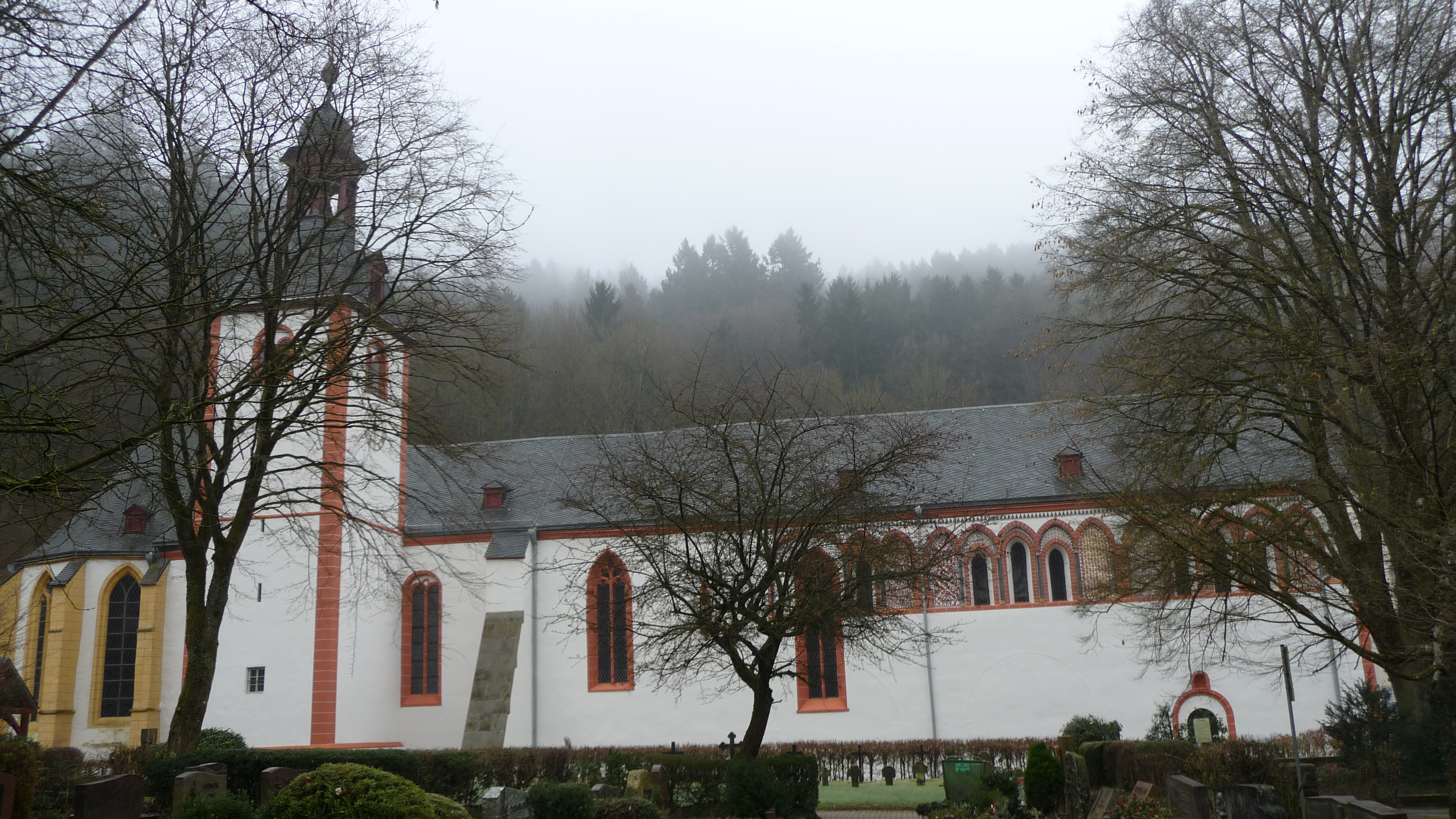
Nordseite der Abteikirche nach der Renovierung 2015

Die nächste große Bauphase begann um 1450. Zu dieser Zeit wurde die romanische Apsis abgerissen und durch einen gotischen Neubau ersetzt, der im Grundriss ein 6/8 Oktogon bildet und von einer siebenteiligen Rippenkonstruktion überspannt wird. Das anschließende Chorjoch wurde geteilt und zweijochig mit Kreuzrippengewölben an den neuen Teil angepasst. Die Abtei hatte zu dieser Zeit ökonomisch und baulich ihren Höhepunkt erreicht.
Der moralische, religiöse und wirtschaftliche Niedergang der Abtei hinterließ auch am Kirchengebäude seine Spuren; die zerfallene Nikolauskapelle war nur der Anfang. Das nördliche Querschiff und die Querschiffkapellen wurden baufällig und zur Ruine. In der Folge zeigte der wuchtige Vierungsturm Bauschäden. Der einsetzende langsame Aufschwung ließ aber über Jahre nur eine notdürftige Behebung der Schäden zu. Erst Abt Colendal konnte Maßnahmen ergreifen und versuchte den Turm zu retten, indem er eine Stützstrebe an der Nordwand anbringen ließ. Durch weitere Maßnahmen brachte er die Kirche wieder in einen brauchbaren Zustand. Durch den Verlust des nördlichen Querschiffs wurde aber weiterhin die Stabilität des Vierungsturmes beeinträchtigt, und man entschloss sich, ihn abzutragen und mit Hilfe der Sayner Bevölkerung einen neuen Turm zu erbauen. Dieser Turm wurde von 1731 bis 1733 sehr massiv als Stütze an der Nordwand aufgebaut und der Zeit entsprechend mit einer barocken, aber dennoch schlichten Haube versehen. Vom alten Turm übernommene Schallarkaden wurden im neuen Turm auf allen vier Seiten eingebaut.
Verschiedene Baumaßnahmen, so z. B. Höherlegung des Chorraumes unter Abt Colendal, spätere Höherlegung des gesamten Kirchenbodens usw. sind bis ins 19. Jahrhundert zu verzeichnen. Im 19. Jahrhundert wurden die vier Westjoche und das Querschiff mit Rabitzgewölben versehen. Das heutige Erscheinungsbild erhielt der Kirchenbau durch die historisch und bautechnisch korrekten Restaurierungsarbeiten, die in den 1980er Jahren mit Ausgrabungen begannen und mit dem Verputz und dem Anstrich der Westfassade und der Nordwand 2015 abgeschlossen wurden.

### Konvents- und Wirtschaftsgebäude

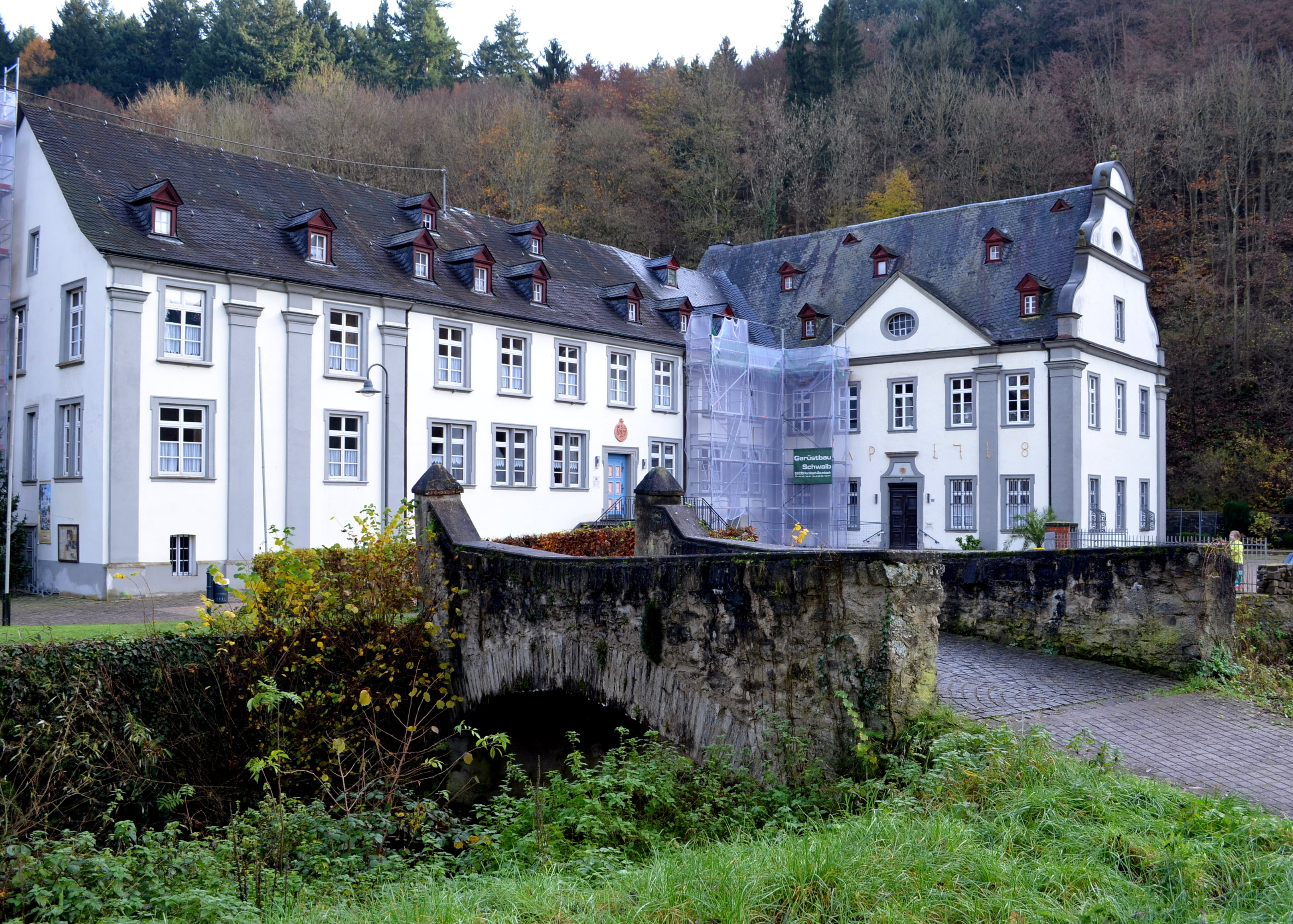
Konventsgebäude und Prälatur

Über die ursprünglichen Konvents- und Wirtschaftsgebäude, die im Wesentlichen an Ost- und Südflügel des Kreuzganges angebunden waren, gibt es keinerlei Unterlagen. Allerdings sind hier im Jahr 1270 zwei Krankenstuben erwähnt. Eine Abbildung aus der Mitte des 17. Jahrhunderts zeigt die an das südliche Querschiff anschließenden und bis zur Berghang hin reichenden Gebäude, welche die Giebelhöhe der Kirche erreichten. Diese Gebäude dürften den ersten beiden Bauphasen bis 1270 entstammen. In der rechten Ecke des südlichen Querschiffes eingemauert und in der Südwand einer Querschiffkapelle befinden sich Treppen, die zu den oberen Stockwerken dieses Klosterteils führten. Ursprünglich sind in diesen Bereichen Dormitorium, Refektorium und Kapitelsaal, Letztere sicher auch mit einem direkten Zugang zum Kreuzgang, zu vermuten. Der westlich am Kreuzgang entlangführende kleinere Bau diente ursprünglich wohl eher der Beherbergung von Gästen.
Unter Abt Gülich wurde dieses Gebäude durch einen kleinen Turm an der Südwestecke erweitert, in dem der Abt wohnte. Der Bau wurde wahrscheinlich erst unter Abt Colendal zum Konventsgebäude in heutiger Größe erweitert. Am südlichen Ende des Konventsbaus, dort wo der kleine Eckturm war, schließt sich die ebenfalls von Colendal errichtete Prälatur an. Die mit Eisenankern verewigte Inschrift weist auf den Erbauer und das Baujahr hin: ECAP 1718 (Engelbertus Colendal Abbas perfecit 1718). Hinter dieser Prälatur und weiter südwestlich lagen die Wirtschaftsgebäude und Ställe. Die Produkte aus Kelter, Brauerei und Brennerei wurden nicht nur für die eigenen Mönche hergestellt, sondern auch an die Wallfahrer verkauft, die seit 1212 jährlich die Reliquien in Sayn besuchten. Diese Gebäude sowie die Reste und Ruinen der Konventsgebäude hinter der Kirche und Teile des zerfallenen Kreuzganges gingen beim Bau der Brexbachtaleisenbahn 1882 unwiederbringlich verloren.
Auf verschiedenen alten Zeichnungen und Stichen ist auf dem Platz vor der Kirche ein Gebäude mit spitzen Türmchen zu erkennen. Es war ein Torbau, durch den Gäste und Wallfahrer das Abteigelände betraten. Außer der Bezeichnung „Porta nova“ gibt es hierzu keine Unterlagen oder bauliche Überreste.
Bereits vor der Säkularisation waren Teile des Klosters in einem erbärmlichen und vom Zerfall bedrohten Zustand. Durch die im Reichsdeputationshauptschluss getroffenen Vereinbarungen wurden die Rechtsnachfolger der Abtei zum Erhalt der Gebäude, die für die Weiterführung der Pfarrei notwendig waren – also Kirchengebäude und Pfarrhaus (Prälatur) – verpflichtet. Das Konventsgebäude ging an die Gemeinde und beherbergte von 1823 bis 1980 Schule und Lehrerwohnung. Heute ist dieses Gebäude im Besitz der Pfarrgemeinde und wird als Herberge und für Tagungen genutzt.

### Kreuzgang

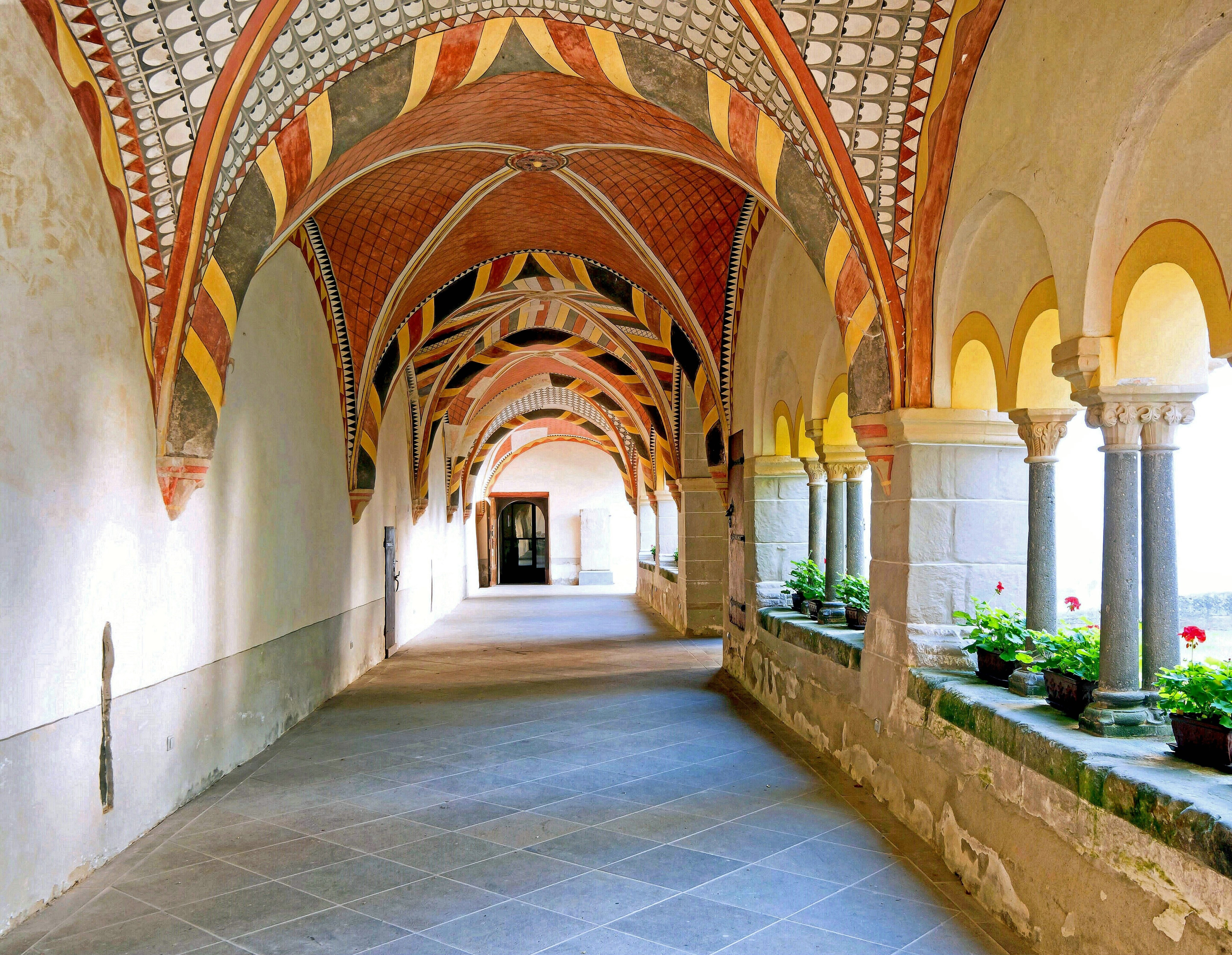
Kreuzgang, Westflügel mit der wiederhergestellten ursprünglichen Bemalung

Der romanische Kreuzgang, ursprünglich aus vier Flügeln in quadratischem Grundriss angeordnet, verband als wettergeschützter Wandelgang die verschiedenen Gebäudeteile, Kapitelsaal und Refektorium mit der Kirche. Wahrscheinlich zusammen mit den ihn umschließenden Gebäuden entstand der Kreuzgang zwischen 1200 und 1260. Im Westflügel baute man das Brunnenhaus (Lavatorium), das den Bewohnern das nötige Frischwasser spendete. Die Quelle für dieses Wasser ist vermutlich am südlich gelegenen Berghang zu suchen. Das Wasser konnte dort in einem Becken gesammelt und dem zweischaligen Brunnen zugeführt werden. In der rechten Wand des Brunnenhauses wurde eine Treppe eingebaut, die in die oberen Räume führte. Wie in vielen Klöstern der regulierten Orden befanden sich wohl auch in Sayn die Bibliothek und das Archiv über dem Brunnenhaus. Diese Bibliothek wurde unter Abt Colendal neu ausgestattet und erreichte ihre Blüte. Der Kreuzgang war wichtiger Ort für Gespräch und Begegnung der Mönche und diente außerdem als Begräbnisstätte für den Klerus der Abtei. Der Innenhof des Kreuzganges war als Garten angelegt; die heutige Anlage könnte der früheren ähnlich sein. Die Außenseite des Kreuzganges ist in Bogenöffnungen gegliedert, die durch zwei kleinere zurücktretende, jeweils durch zwei Bogenöffnungen unterteilte Arkaden unterbrochen sind. Die Bögen werden von kleinen Säulen getragen.
Der Verfall des Kreuzganges und der anderen Gebäude begann nach der Einquartierung französischer Truppen und nach der Aufhebung der Abtei. Um 1814 verfielen der Süd- und der Ostflügel und wurden abgerissen. Wann der an der Kirche entlanglaufende Nordflügel einstürzte, ist nicht dokumentiert. Von diesem Teil sind in der Südwand der Kirche noch die Gewölbebögen zu erkennen und in der jetzigen Bemalung auf der Wand angedeutet. Ebenso wurden die romanischen Kapitelle wieder an ihre Plätze gesetzt. Als einziger Teil sind der Westflügel und das Brunnenhaus mit romanischem Brunnen erhalten. Die Bogenöffnungen wurden zum Teil zugemauert und zusammen mit einfachsten Vorbauten im 19. Jahrhundert als Stall und als Lagerraum genutzt. Renovierungen 1925/26 und die Restaurierung von 1998, in deren Verlauf der Boden tiefergelegt wurde, gaben dem siebenjochigen Kreuzgangteil seine ursprüngliche romanische Farbgestaltung zurück.

## Außenausstattung

### Außenmalereien

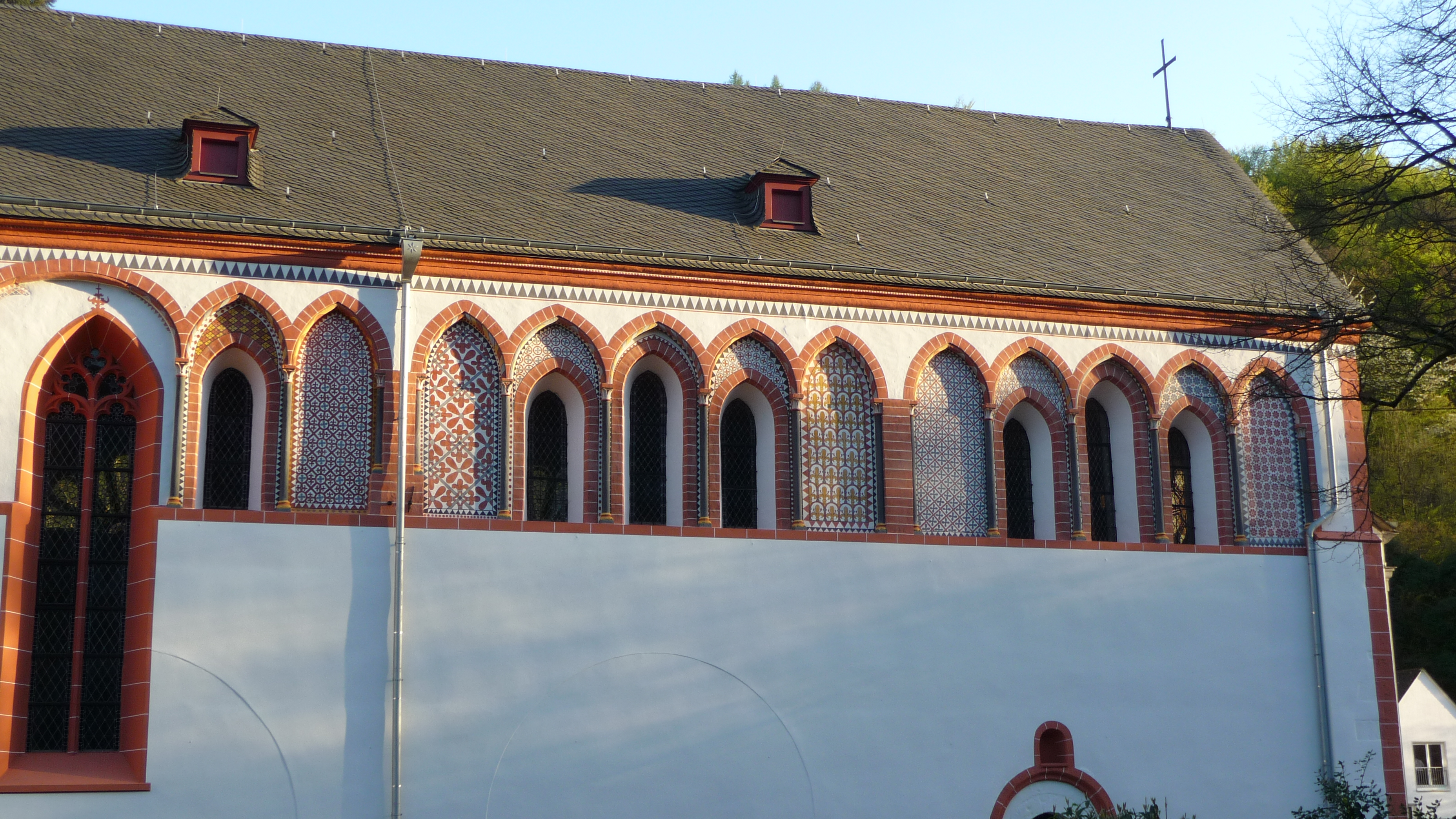
Romanische Außenmalerei an der Nordwand der Abteikirche

Große Bedeutung für die rheinische Kunst des 12. und 13. Jahrhunderts haben die Außenmalereien auf der Blendarkadengalerie an der nördlichen Außenwand. Die hochgelegene Anbringung war durch die davor stehende niedrigere St.-Nikolaus-Kapelle gegeben. Über Jahrhunderte war über dem Dach dieser Kapelle die Farbigkeit der staufischen Kunst zu bewundern. Die farbenfrohen Blatt-, Lilien- und Kreuzmuster waren Dekoration und sollten die Würde des Gotteshauses ausdrücken. Bei den Restaurierungsarbeiten 1972/73 wurden die Übermalungen der Barockzeit und des Jahres 1858 entfernt und die originalen Farbschichten restauriert und konserviert. Von der restlichen Außenbemalung der Kirche ist außer Fragmenten und einem umlaufenden gezackten Fries nichts mehr erhalten.

### Alte Friedhofskapelle

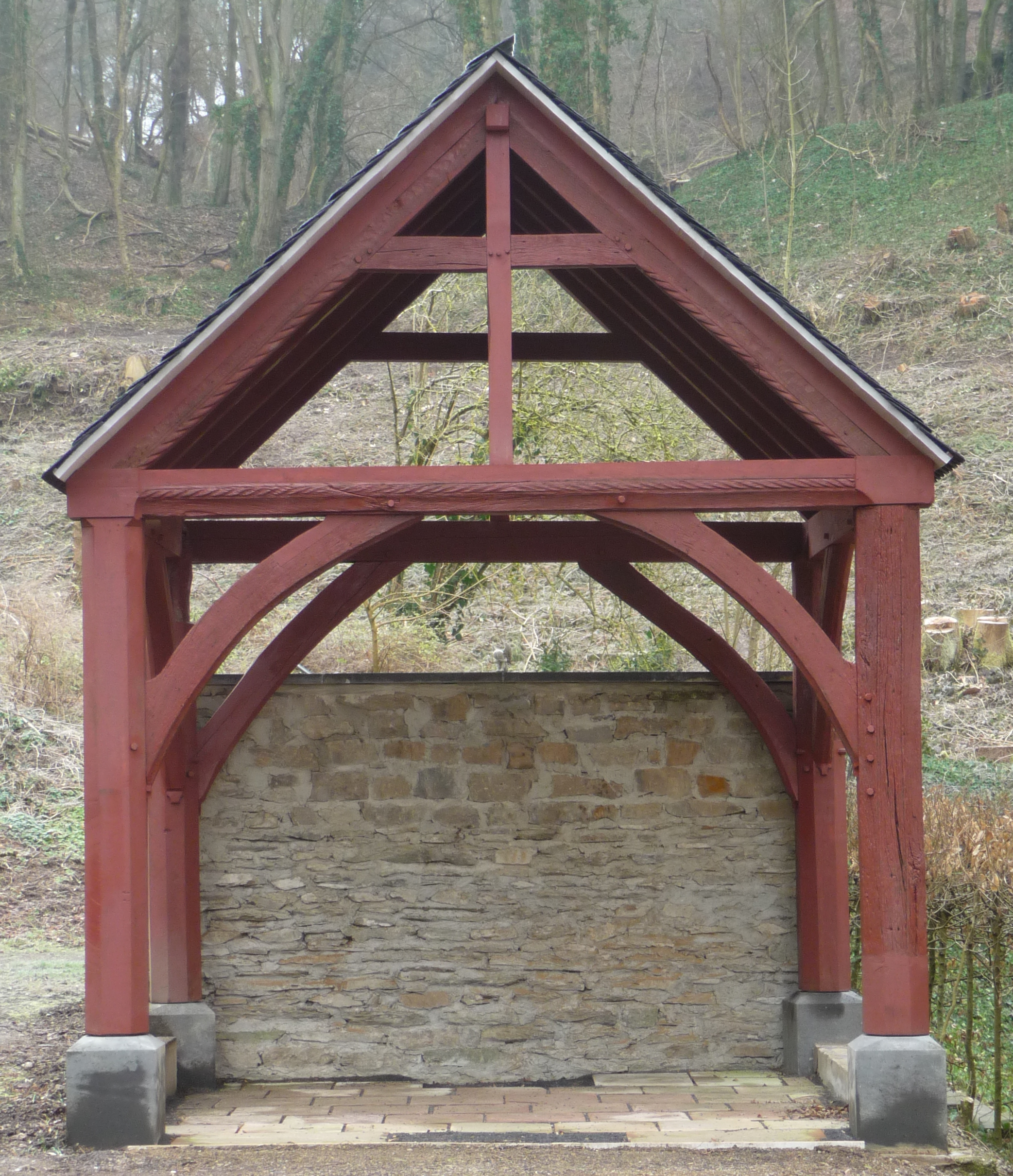
Friedhofskapelle nach der Renovierung 2015

Die alte Friedhofskapelle neben dem Kirchturm stammt vermutlich aus dem 17. Jahrhundert, und die Rückwand ist Teil der alten Ummauerung des Abteigeländes. Die beiden Figuren der Kreuzigungsgruppe sind auf die erste Hälfte des 16. Jahrhunderts zu datieren und stellen die Gottesmutter Maria und den Apostel Johannes dar. Die beiden Figuren befinden sich seit 2015 im Depot und sollen restauriert werden. Das Kruzifix mit der Christusfigur gehörte nicht ursprünglich zu der Gruppe; die Herkunft ist unklar. Die letzte Renovierung im Jahr 2015 stellte den ursprünglichen Zustand der Friedhofskapelle wieder her. An der Rückwand ist eine gusseiserne Grabplatte zum Gedenken an den Sayner Pfarrer Martin Boos angebracht.

### Simonsbrunnen

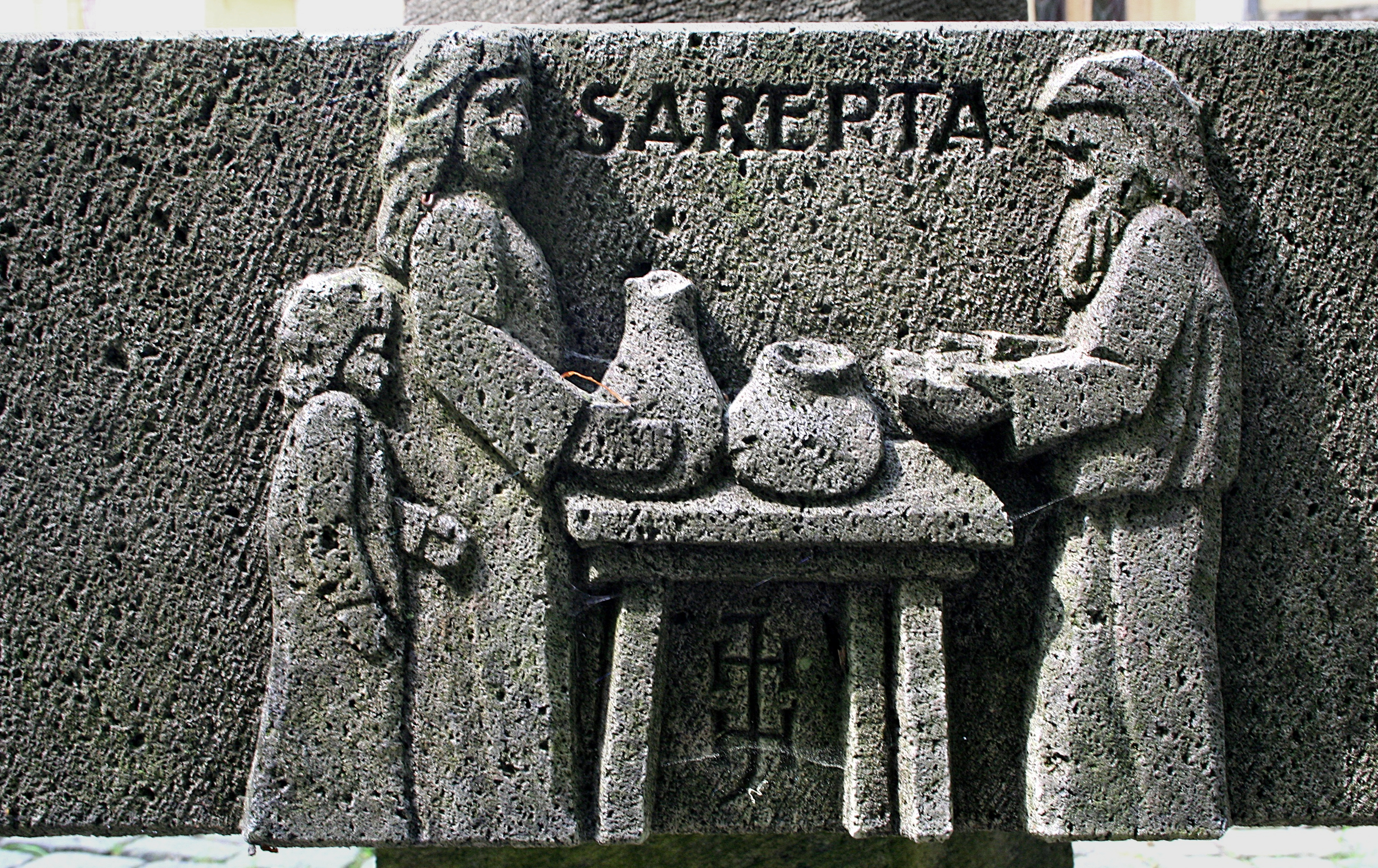
Detail des Simonsbrunnens: Elija hilft der Witwe von Sarepta

Hinter der Kirche, südöstlich vom gotischen Chor, steht der Simonsbrunnen. Seinem Wasser wird seit Langem heilende Wirkung zugeschrieben, ursprünglich gegen die verschiedensten Leiden und seit dem 18. Jahrhundert insbesondere gegen Erkrankungen der Augen. Noch bis weit ins 20. Jahrhundert benetzten Pilger der bereits seit 1212 nach Sayn führenden Wallfahrten mit diesem Wasser ihr Gesicht und ihre Augen. Die Wunderkraft soll von dem Schrein des hl. Apostels Simon auf das Wasser übergegangen sein, nachdem er im Dreißigjährigen Krieg, 1631, vor einem Überfall der Schweden im Brunnenhaus vorübergehend in Sicherheit gebracht worden war. Im Wallfahrtsbüchlein von 1742 heißt es dazu: „Bey diesem unverhofften feindlichen Überfall wolt einer von den Geistlichen den größten Schatz / nemblich den h.Armb des h.Apostels Simon noch suchen zu erhalten / konte selbigen aber nicht weiter bringen / als in den hinter der Kirch ad 10. Schritt gelegenen Brunnen / worin er eine Zeitlang gelegen / und doch mit aller Menschen Verwunderung Mirakulöser weis unverwesen geblieben / eben darumb auch der Brunn Sanct Simons Brunnen genant wird / und das Wasser daraus noch heutiges Tags heilsamb ist / …“ () Durch Absenkung des Grundwasserspiegels und Drainagearbeiten veränderte sich der im Berghang gelegene Quellwasserzufluss, und das heute dort sprudelnde Wasser wird dem tiefer gelegenen Grundwasser entnommen. Während das Brunnenhäuschen aus dem 17. oder 18. Jahrhundert stammt, ist der davor errichtete Brunnensockel mit der Statue des hl. Simon eine Stiftung aus dem Jahre 1983 von Pilgern aus dem Bistum Ermland (Ostpreußen) sowie von Mitgliedern des Ordens der Katharinenschwestern (CSC).
Der aus Basalt neu gestaltete Brunnen ist ein Werk des Bildhauers Hans-Joachim Hippel aus Mayen. Außer der Figur des heiligen Simon auf dem Brunnenstock sind in den Rand der Brunnenschale vier Reliefs eingearbeitet, und zwar das Lamm Gottes, ein Kopfbild von Regina Protmann, der Gründerin der ermländischen Katharinenschwestern, die heilige Elisabeth von Thüringen mit den legendären Rosen und die Begegnung des Propheten Elija mit der Witwe von Sarepta. Die beiden letzten Bilder stehen als Symbole der Nächstenliebe.

## Innenausstattung

### Taufstein
Eines der ältesten Ausstattungsstücke ist der im Eingangsbereich der Kirche stehende Taufstein. Der in Granit gehauene, etwa ein Meter hohe Stein deutet in seiner Stilform mit dem umlaufenden Rankenfries und den sechs Säulchen auf die Entstehungszeit Anfang des 13. Jahrhunderts hin. Erst bei einer späteren grundlegenden Renovierung wurden die Säulchen in Marmor ausgeführt. Da der Abtei bereits ab 1202 die Seelsorge der Pfarrei aufgetragen war, gehörte dieser Taufstein zum Ursprungsinventar. Allerdings wurde in dieser frühen Zeit die Nikolauskapelle als Pfarrkirche (templum parochiale) genutzt und gilt somit als ursprünglicher Standort des Taufbeckens. In späteren Zeiten sind verschiedene Plätze in der Abteikirche nachgewiesen, und seit der Tieferlegung des Kirchenbodens 1990 dient die Schale des Taufsteins als Weihwasserbecken.

### Altäre

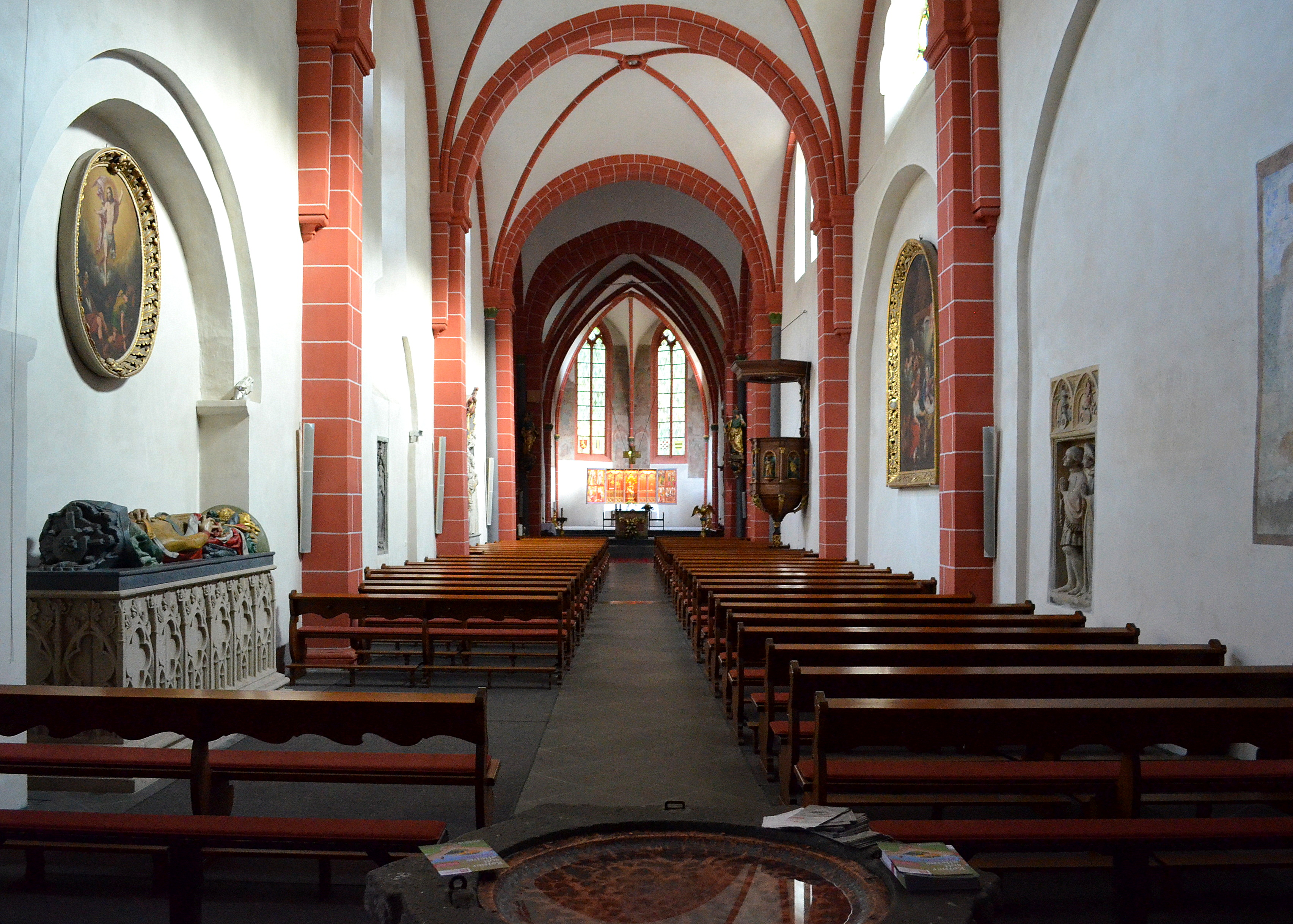
Kirche innen

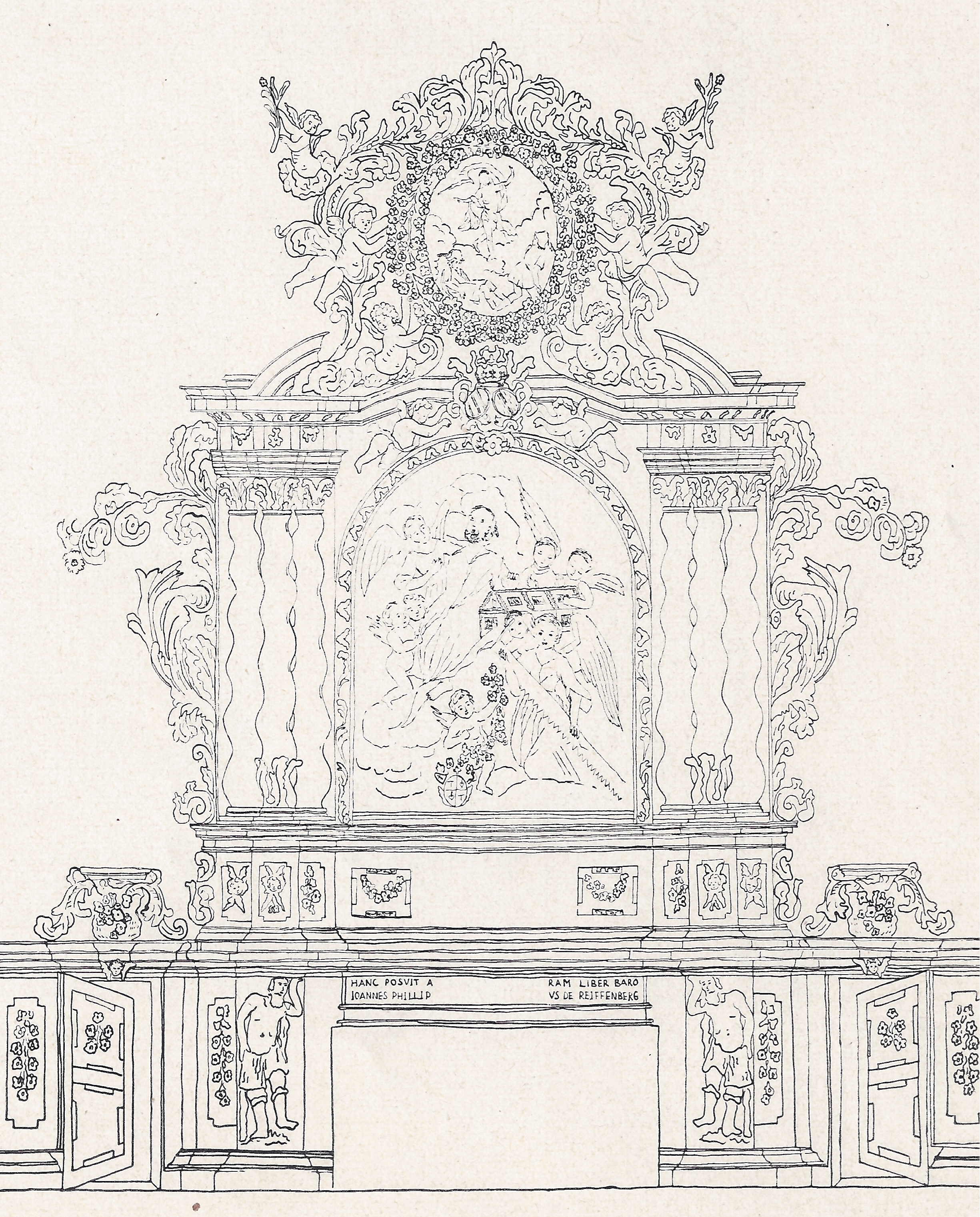
Barockaltar 1709–1831, unvollständige Rekonstruktion

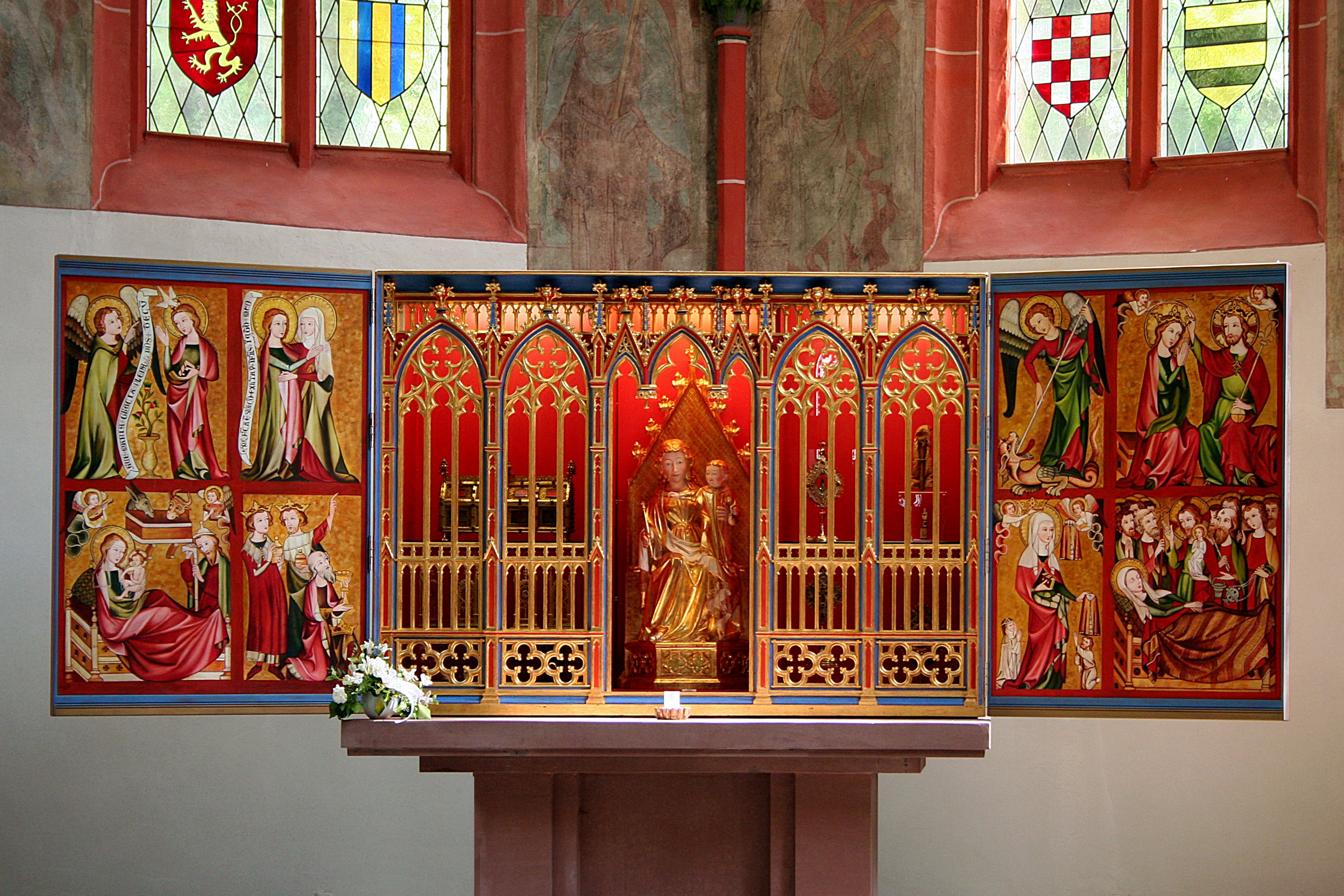
Hochaltar, Mensa von 1966, Retabel von 1997

Über die Altäre der frühen Zeit gibt es nur wenige Informationen. Schenkungsurkunden vermerken u. a. einen Altar „zu Ehren der glorreichen Jungfrau Maria, des heiligen Apostels Johannes und des heiligen Simon“. Dieser Altar, der den Patronen der Kirche geweiht war, ist sicherlich der Hochaltar. Außerdem werden zwischen 1277 und 1448 ein Altar der hl. Maria Magdalena und ein Kreuzaltar erwähnt. Im gotischen Chor, der 1454 fertiggestellt war, ließ Abt Johann Meinen einen neuen Hochaltar errichten, wohl ebenfalls den Kirchenpatronen gewidmet. In einem alten Verzeichnis werden die Altäre aufgeführt:
1. Altar der hl. Maria Immaculata und des hl. Johannes Ev., summum (Hochaltar)
2. Altar des hl. Nikolaus in eccl. paroch. (St. Nikolauskapelle – Pfarrkirche)
3. Altar des hl. Jakobus, des hl. Sebastian und des h.Antonius, in eccl. maiori, prope chorum (in der Abteikirche, nahe dem Chor)
4. Altar der hl. Anna, des hl. Laurentius und der hl. Barbara, in inferiori parte templi (im unteren Teil der Kirche)
5. Altar des hl. Kreuzes, in inferiori parte ad dextra (im unteren Teil rechts)
6. Altar der hl. Petrus und Paulus, in medio templi (in der Mitte der Kirche)
7. Altar der hl. Maria Magdalena und der hl. Katharina, ad dextram chori (im Chor rechts)
8. Altar der Beatae Mariae Virginis, in ambitu (im Kreuzgang)
9. Altar des hl. Andreas, in sacristia (in der Sakristei).

Ein weiterer Altar, nämlich der des hl. Michael, in castro (auf der Burg) wird aufgeführt, da die Chorherren auch die Seelsorge und die Liturgie in der Kapelle auf der Burg Sayn zu leisten hatten. Der Anna- (4) und der Kreuzaltar (5) trennten die Konventskirche vom Kirchenraum der Laien am Ende des ersten Langhausjochs. Die beiden Querhäuser und das erste Langhausjoch waren somit, wie im Mutterkloster Steinfeld, in den Chorraum einbezogen und bildeten die Konventskirche. Der Marienaltar (8) stand wahrscheinlich am Kopfende des Kreuzgang-Nordflügels an der Westwand des rechten Querhauses. Nach dem Niedergang der Abtei und den Wirren der Reformation herrschte der Gräuel der Verwüstung an heiliger Stätte – die Altäre waren verwüstet und der Kirchenschatz verloren gegangen.
Erst unter Abt Engelberth Colendal hatte sich die Situation soweit erholt, dass an die Anschaffung neuer Altäre gedacht werden konnte. Nachdem bereits zwei kleinere Ältäre im Stil des Barock aufgebaut worden waren, plante man die Errichtung eines großen Hochaltars. Hierfür lagen bereits Spenden von großzügigen Stiftern bereit. Der Abt beauftragte 1708 den Schnitzer und Altarbauer Johann Bruell und den Kölner Maler Meermann mit dem Aufbau eines großen Barockaltars im gotischen Chorraum. Der Zeit entsprechend wurde dieser Altar in wuchtiger Dreisäulenarchitektur mit reicher Ornamentik und prachtvollen Figuren ausgestattet. Über den seitlich angebrachten reich verzierten Türen standen Figuren des hl. Augustinus und des hl. Norbert. Weitere Figuren waren den Schutzpatronen der Kirche und dem hl. Simon gewidmet. Im Zentrum über der Altarmensa war, ebenfalls dem Brauch dieser Zeit gemäß, ein großes Wechselbild angebracht. Im Kontrakt mit dem Maler wird ein Bild erwähnt, das die Pfarrpatrone Maria und Johannes vor einem Kruzifixus darstellen soll. Die beiden Wechselbilder „Anbetung der Hirten“ und die Abbildung des hl. Simon und die Armreliquie sind noch erhalten. Über diesem großen Bild befand sich, von zwei Puttos getragen, das Stifterwappen des Johann Philipp von Reiffenberg. Über allem war die Auferstehung Christi in einem Medaillon dargestellt. Sowohl dieses Medaillon als auch das Stifterwappen sowie die Figuren Johannes Evangelist und Simon sowie die Figuren der beiden Apostelfürsten Petrus und Paulus sind noch erhalten, ebenso ein Kredenztisch, der zum Barockaltar gehörte und – heute prachtvoll restauriert – Zelebrationsaltar ist. Mit der Begründung, der Barockaltar sei morsch und wurmstichig, ließ Pastor Holzinger ihn bereits 1831 abreißen.
Ein hiernach folgender „Treppchenaltar“ von Lassaulx hielt nur bis 1861 und wurde von einem neugotischen schlichten Hochaltar mit einem großen Kruzifixus abgelöst. Im Jahr 1966 entfernte man auch diesen Altar und baute den noch heute dort stehenden roten Sandsteinaltar, auf dessen Mensa ein moderner Tabernakel Platz fand. Nach der Liturgiereform wurde bereits einige Jahre später der jetzige Opfertisch „näher am Volk“ beim Gottesdienst genutzt.
Seit 1997 steht auf dem Sandsteinaltar die Rekonstruktion des Retabels aus dem Prämonstratenserinnenkloster Altenberg bei Wetzlar. Es dient als Aufbewahrungs- und Zeigealtar für die Reliquien und stellt in seinen Bildern das Leben der Gottesmutter Maria und der hl. Elisabeth dar. Im Mittelfeld steht die Statue einer thronenden Madonna mit Kind.
Ein weiterer Altar stand an der Südwand des rechten Querschiffes. 1718 als „Simonsaltar“ nachweisbar, wurden 1853 an dieser Stelle in einem neuen Altar die Gebeine eines jugendlichen Märtyrers aus der Calixtus-Katakombe festlich bestattet. Da zu dieser Zeit Pius IX. Papst war, erhielt der Katakombenheilige den Namen „Pius“. Diese Reliquie sowie der Altar wurden der Pfarrkirche von der Fürstin Leonilla zu Sayn-Wittgenstein gestiftet. Seitdem Piusaltar genannt, stellte man in ihm an hohen Festtagen und Wallfahrten die Reliquie ebenso wie den Simonsschrein zur Verehrung aus. Noch in den 1950er Jahren wurde an diesem Altar die Eucharistie gefeiert. In den 1960er Jahren entfernte man den Seitenaltar und errichtete stattdessen einen schlichten Zelebrationsaltar in der linken Querhauskapelle.

### Grabmale
In der Abteikirche, von den Sayner Grafen auch als würdevolle Grablege für die eigene Familie gestiftet, fanden nicht nur die Äbte und der ortsansässige Adel, sondern auch Wohltäter, die wesentlich zum Fortbestand des Klosters beigetragen haben, ihre letzte Ruhe. Außer den wertvollen Grabmälern im Kirchenraum gibt es noch eine größere Anzahl massiver Grabplatten, die ursprünglich die letzte Ruhestätte der Verstorbenen im Kircheninneren bedeckten.

#### Heinrich III. von Sayn
Eines der bedeutendsten Kunstwerke der Abtei ist das überlebensgroße Grabmal des Förderers und Schutzherren Heinrich III. von Sayn († 1246/47). Das Original befindet sich im Germanischen Nationalmuseum in Nürnberg. Die in Sayn aufgestellte Kopie ist auf einer Tumba liegend, im ursprünglichen farbigen Zustand nachgebildet. Die Darstellung zeigt eine Rittergestalt der späten Stauferzeit. Die Ähnlichkeit mit dem verstorbenen Grafen ist naheliegend, da der Ursprung der Schnitzerei auf Mitte des 13. Jahrhunderts datiert wird. Die über dem Haupt angebrachte reliefartige Abbildung stellt das himmlische Jerusalem dar und ist ein Hinweis auf die Teilnahme Heinrichs an einem Kreuzzug 1218/19. Auf der rechten Seite schmiegt sich sein Töchterchen unter seiner schützenden Hand. Alle Nachkommen Heinrichs starben im frühen Kindesalter.

#### Friedrich von Stein und seine Gemahlin
Aus der ersten Hälfte des 15. Jahrhunderts stammt das Grabmal des Friedrich von Stein und seiner Gemahlin Fye (Sophie) Voss von Diebach. Die Steins waren Burgmannen der Sayner Grafen und hatten dieses Amt vom Vater Fyes samt allen Lehensgütern 1389 geerbt. Das Burghaus der Steins (heutige Ruine) stand am Hang und schützte den Aufgang zur Burg Sayn. Das noch im 19. Jahrhundert bewohnte Gebäude gehörte bis 1802 dem berühmten Nachfahren Freiherr vom und zum Stein.

#### Johann Philipp von Reiffenberg und seine Gemahlin
Die Reiffenbergs waren ein Burgmannengeschlecht im 16. und 17. Jahrhundert. Das Grabmal des Johann Philipp von Reiffenberg und seiner Gemahlin Margaretha von Hoheneck zeigt ihn in Ritterrüstung und seine Gattin in langem Gewand im Stil des Barock. Über den Figuren ist ein trauernder Putto angebracht, und das Grabmal wird nach oben vom Wappen der Familie begrenzt. Die ausführliche Inschrift gibt die zahlreichen Ämter und Ehrentitel des Barons wieder. Reiffenberg legte in seinen Antiquitates Saynensis die Geschichte seiner Heimat nieder. In der Familiengruft wurden nicht nur das Ehepaar, das kurz hintereinander am 4. und 10. Februar 1722 starb, sondern auch drei weitere Familienmitglieder beigesetzt.

#### Jakob Georg von Spangenberg und seine Frau Johanna Dorothea von Wallhof
An der Südwand beim heutigen Zelebrationsaltar befindet sich das Grabmonument des Freiherrn Jakob Georg von Spangenberg und seiner Gemahlin. Die reich mit Ornamentik ausgestattete schwarze Marmorplatte zeigt über der Inschrift die Wappen derer von Spangenberg und von Wallhof. Der in höchste Ämter von Kurtrier aufgestiegene Freiherr vertrat bei den Reichstagen in Regensburg, Frankfurt und Wien den Kurstaat und wurde im Alter von 80 Jahren nochmals in die Politik des Reiches berufen. Er war ein großer Förderer der Abtei Sayn. Noch heute existieren wertvolle liturgische Gewänder, die das Wappen der Familie tragen, also von ihm gestiftet wurden. Als Förderer und als Freunde des Abteiklerus wurden er und seine Frau in der Abteikirche beigesetzt.

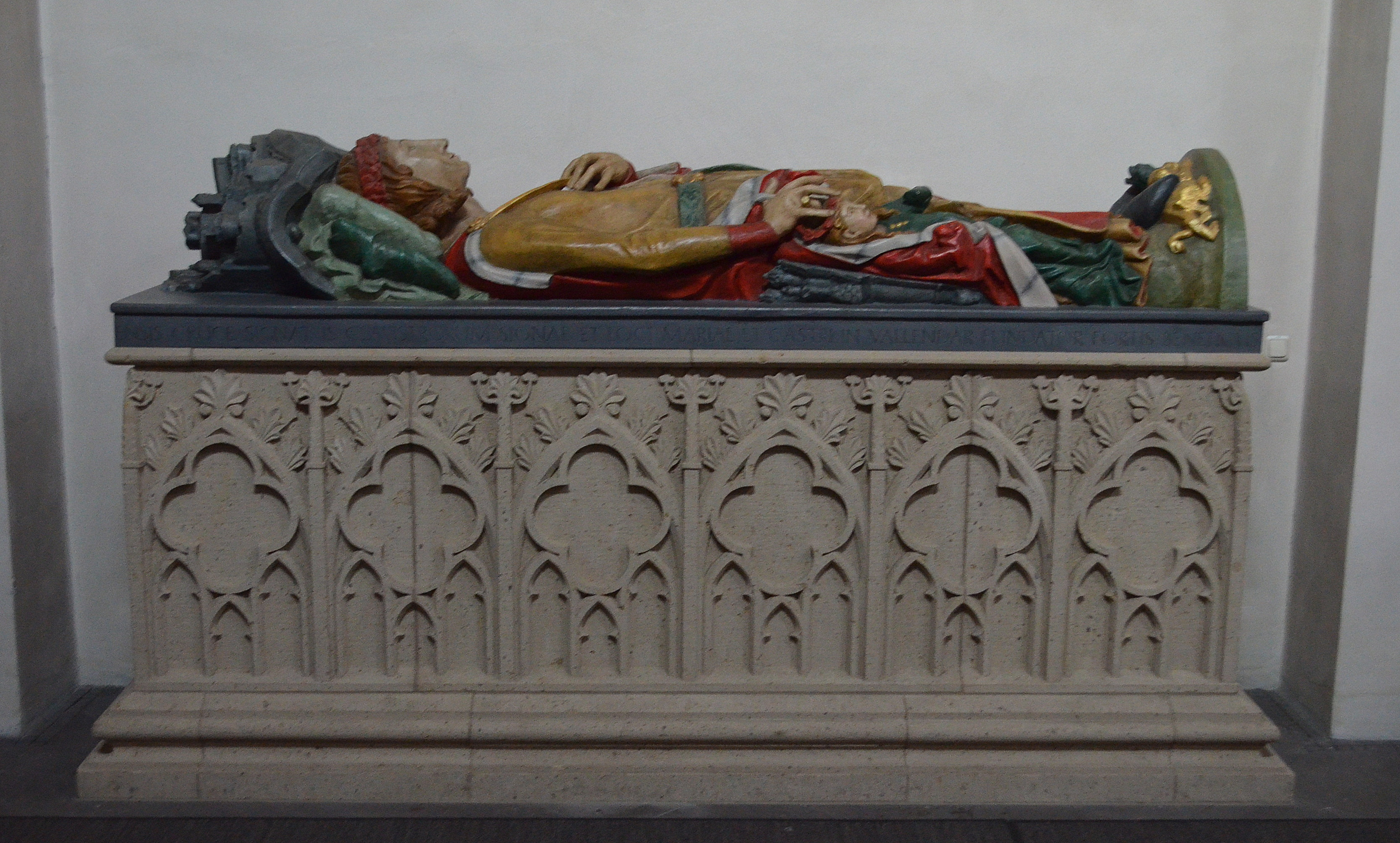
Hochgrab von Heinrich III. von Sayn (Reproduktion)
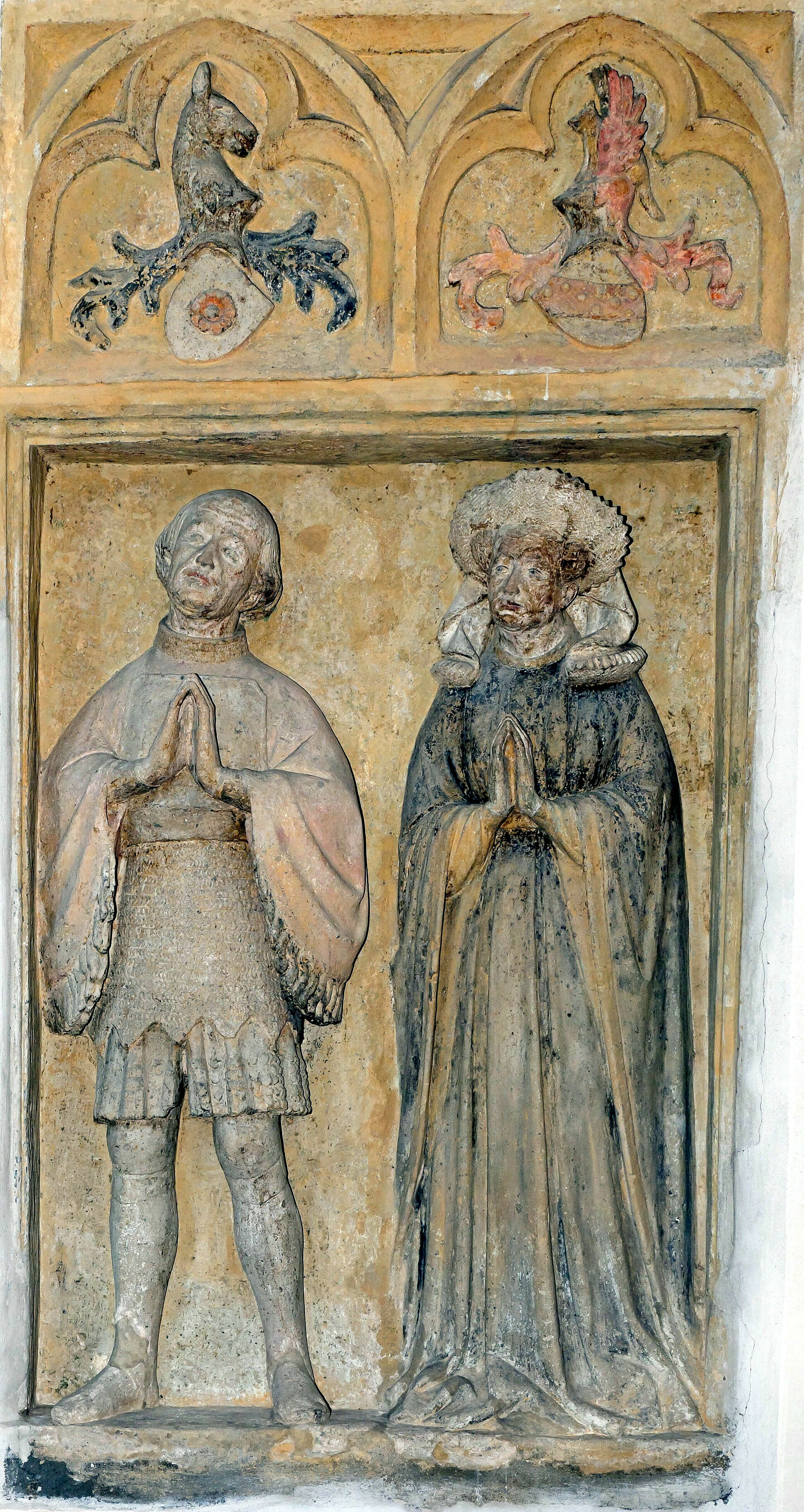
Grabmal des Friedrich von Stein und seiner Gemahlin Sophia
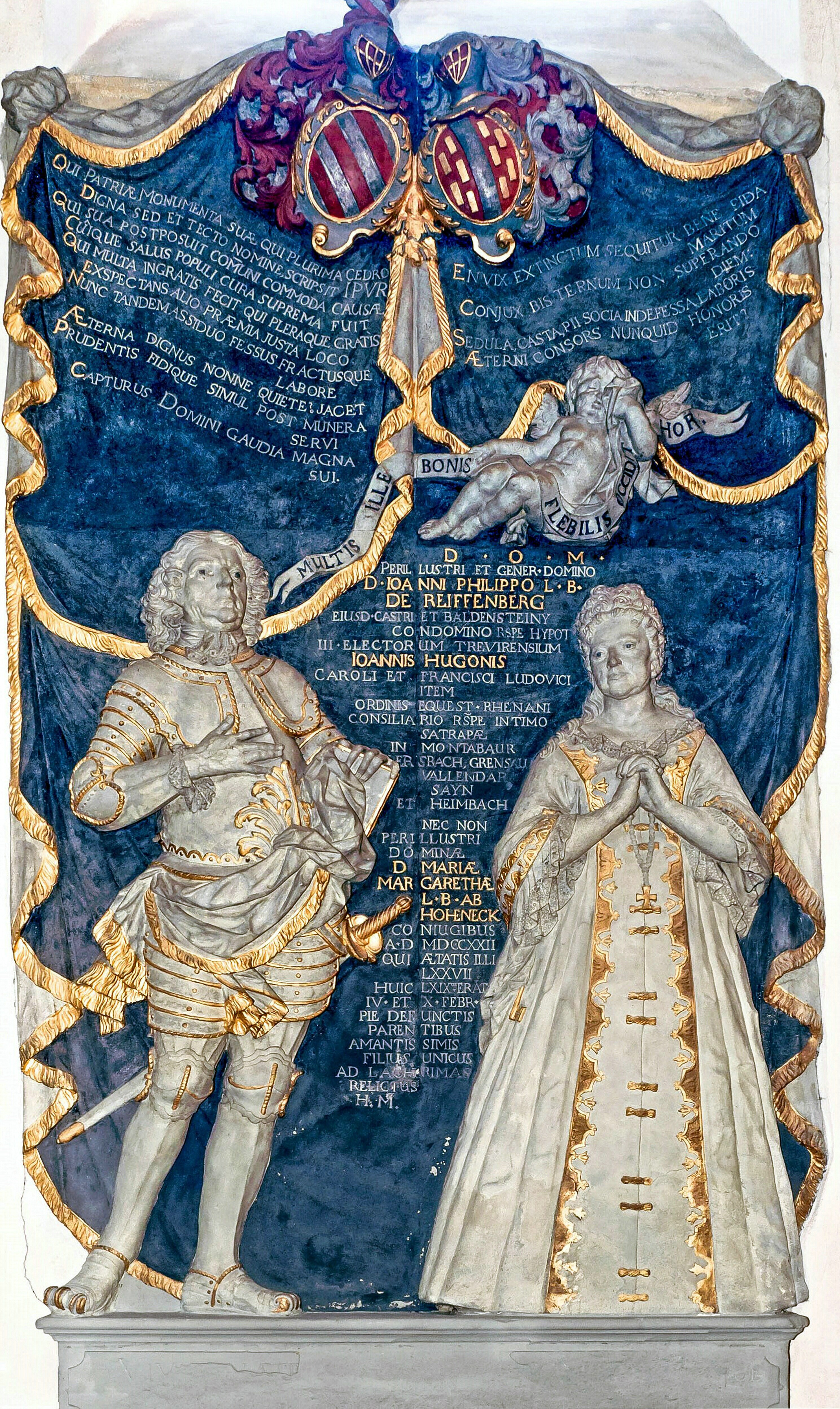
Grabmal des Johann Philipp von Reiffenberg und seiner Gemahlin Margaretha
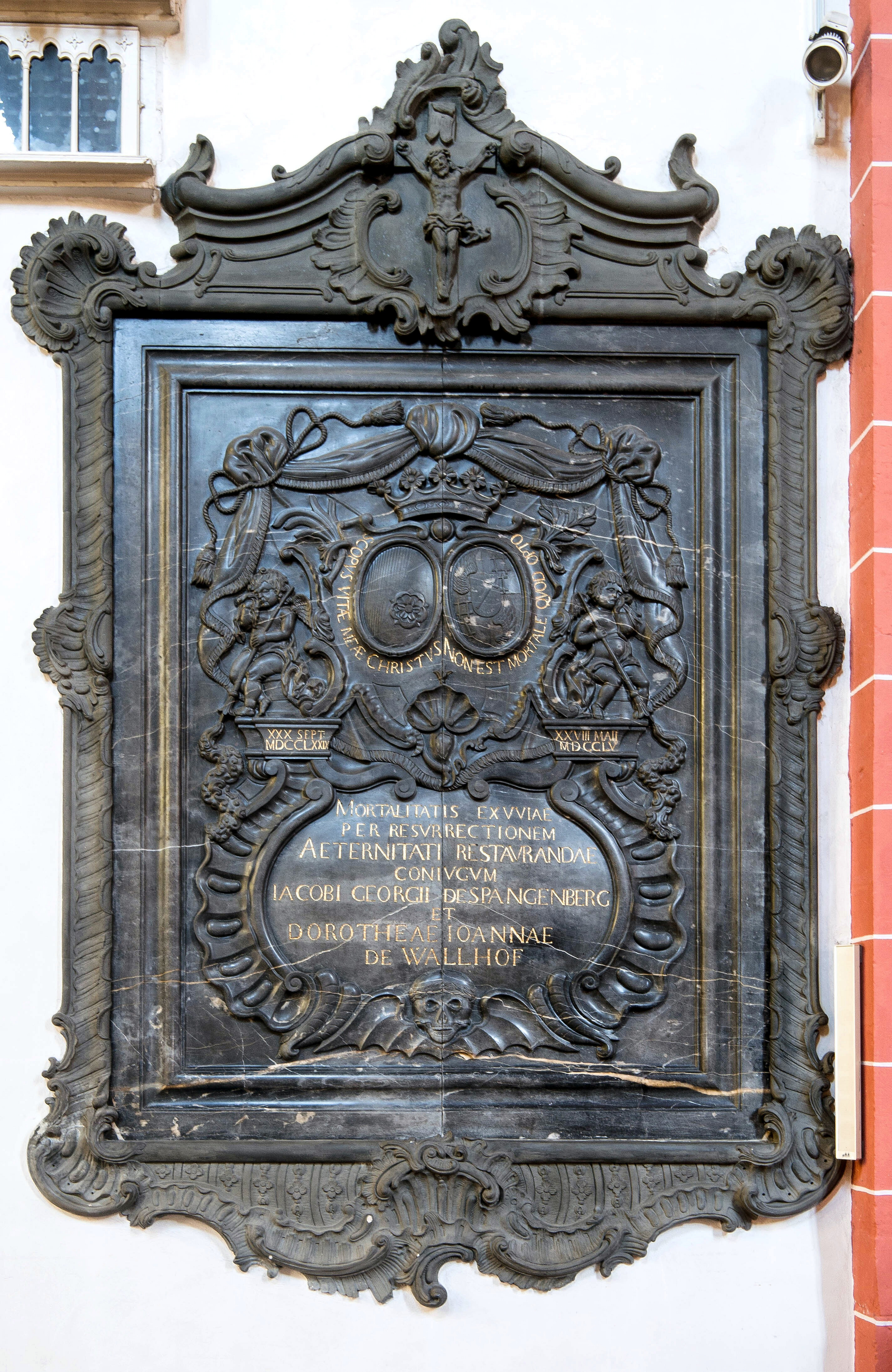
Grabmal des Jakob Georg von Spangenberg und seiner Gemahlin Dorothea von Wallhof

### Kanzel
Die Herkunft der schlichten Barockkanzel ist unklar. Wahrscheinlich stammt sie aus dem 17. oder frühen 18. Jahrhundert und kam vermutlich erst nach der Säkularisation in den Kirchenraum. Ursprünglich am rechten Vierungspfeiler angebracht, befindet sie sich heute einige Meter neben diesem Platz in der Mitte der Südwand des ersten Langhausjoches. Die kleinen Figuren stellen die vier Evangelisten mit ihren Symbolen dar.

### Orgel

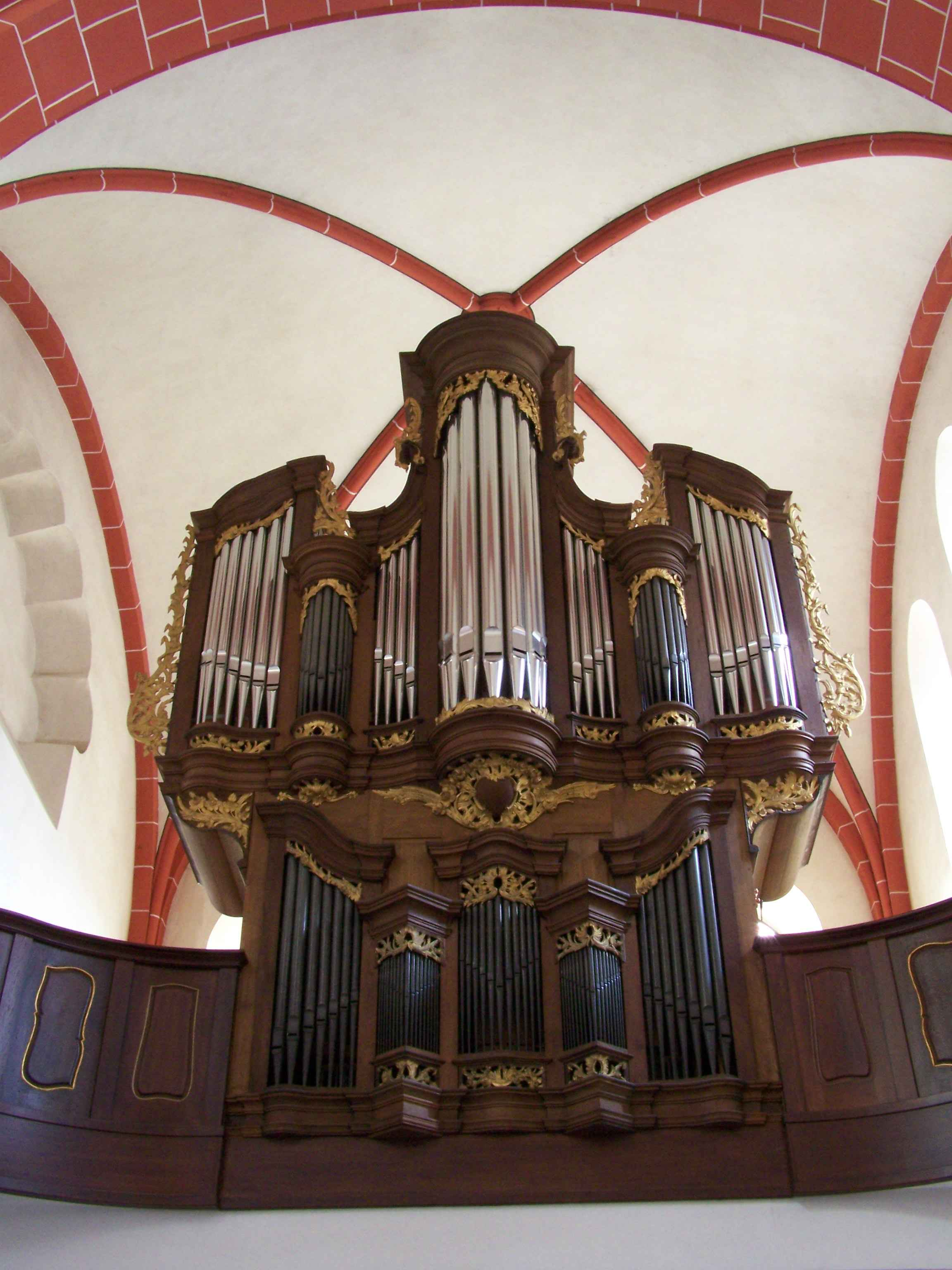
Stummorgel, durch Restauration 1996/97 in Originalzustand zurückversetzt

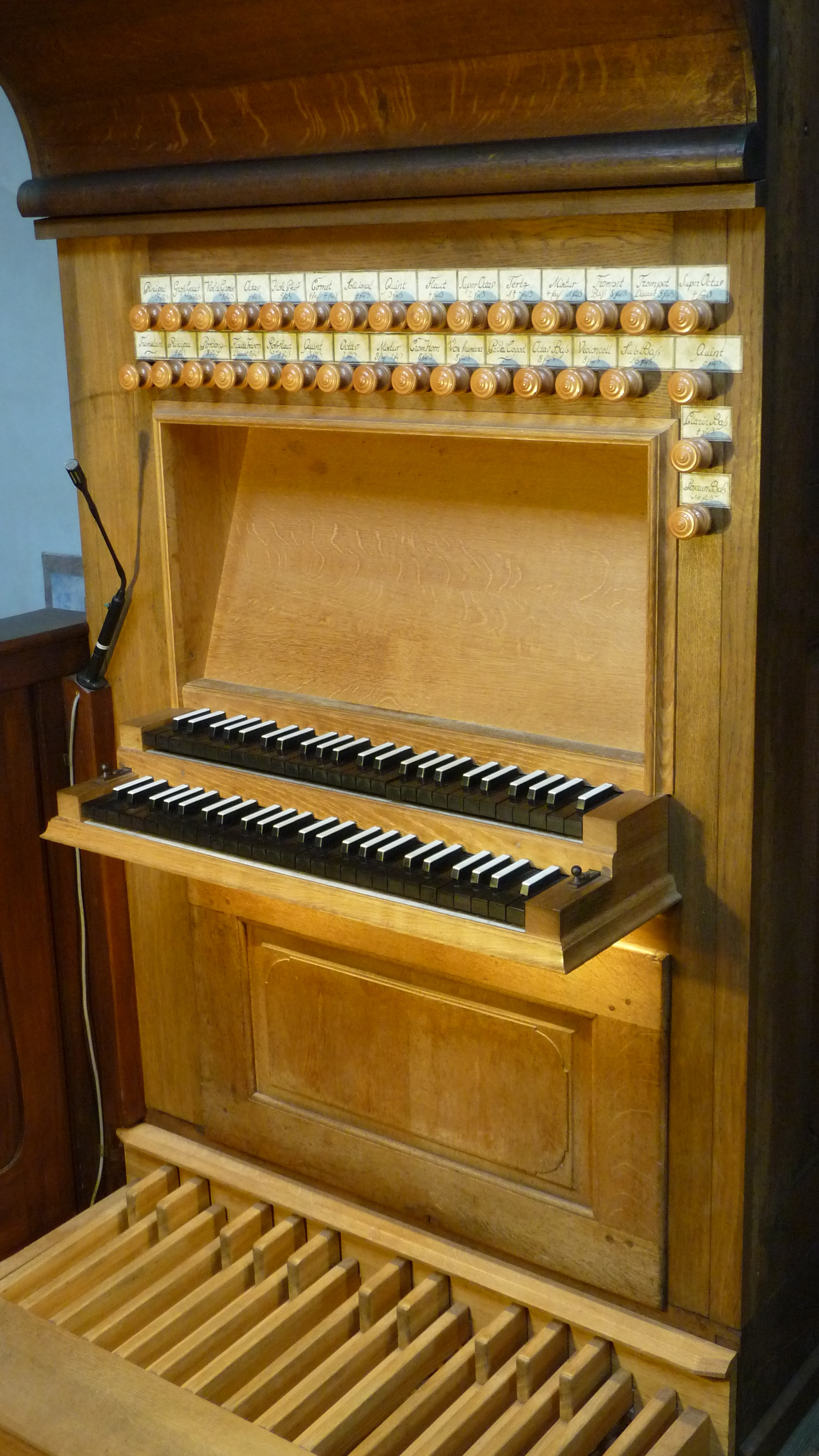
Stummorgel, Spielanlage

Wahrscheinlich wurde eine erste Orgel Ende des 17. Jahrhunderts unter Abt Adolph Gülich errichtet. Erste Nachweise finden sich ab 1701, nach denen eine Erweiterung durchgeführt werden sollte. Kurze Zeit danach wurde jedoch von Abt Engelberth Colendal eine neue Orgel in Auftrag gegeben und bereits 1703 aufgestellt. Reparaturen und Erweiterungen an dieser Orgel deuten jedoch auf mindere Qualität des Werkes hin, sodass Abt Isfried Ohm im Jahr 1773 beschloss, ein neues Instrument anzuschaffen. Sowohl die dreimanualige Orgel im Kloster Rommersdorf als auch der gute Ruf der Orgelbauerdynastie im Hunsrück gaben wohl den Ausschlag, hierfür die Werkstatt der Gebrüder Johann Philipp und Johann Heinrich Stumm aus Sulzbach auszuwählen und zu beauftragen. Als zweimanualige (mit 2 clavier), seitenspielige Brüstungsorgel mit Pedal von 15 Thön und mit 3 Bälgen konnte das Werk gefertigt und 1778 per Schiff über Mosel und Rhein nach Mülhofen und mit dem Wagen nach Sayn transportiert werden.
Die Orgelempore mit geschwungener Brüstung, auf der das Instrument seinen Platz fand, entstammen ebenfalls den Plänen der Orgelbauer. Ende des 19. Jahrhunderts wurde im Rahmen einer Kirchenrenovierung die Orgelempore um dreieinhalb Meter nach vorn erweitert, auch um dem gerade gegründeten Männer- und Kirchenchor genügend Platz bieten zu können. Die Orgel jetzt mittig auf der Empore und nicht mehr vorn an der Brüstung aufzustellen, erwies sich akustisch wie auch optisch als schlechte Lösung und wurde anlässlich einer Orgelrestauration 1954/55 durch Johannes Klais, Bonn, grundlegend geändert. Klais löste das Unterpositiv aus dem Orgelgehäuse heraus und platzierte es in die Brüstung. Durch den zentral vor dem Hauptwerk stehenden neuen Spieltisch mit Blickrichtung Altar musste jedoch die gesamte Spielanlage verändert werden. Wartungsmängel und Feuchtigkeit im Kirchenraum verursachten schnell wieder Schäden am Werk und an der empfindlichen mechanischen Spiel- und Registertraktur.
In einer erneuten Generalrenovierung in den Jahren 1996/97 wurden Orgel und Brüstung von Klais wieder in den Originalzustand mit seitlicher Spielanlage und Unterpositiv mit folgenden Ausnahmen zurückversetzt: Die Pedalanlage von 1954/55 wurde übernommen, im Umfang von C auf c′ reduziert und mechanisch angepasst. Auf die Rekonstruktion der Keilbalganlage wurde zugunsten einer großzügigeren Magazinbalganlage verzichtet. Man versetzte Stimmung und Temperatur des Instrumentes wieder in den ursprünglichen Zustand von 1778 (416 Hz bei 18 °C – Kammerton a′).
Die Orgel hat nach der Rekonstruktion folgende Disposition:
| II. Hauptmanual C–d3 |        |
| Großgetact           | 16′    |
| Principal            | 8′     |
| Viol da Gamba        | 8′     |
| Trompet              | 8′     |
| Octav                | 4′     |
| Hohl Pfeiff          | 8′     |
| Cornet 4f            | 4′     |
| Salicional           | 4′     |
| Flaut                | 4′     |
| Quinte               | 3′     |
| Superoctave          | 2′     |
| Tertz                | 1 3⁄5′ |
| Mixtur 4f            | 1′     |

| I. Positiv C–d3 |    |
| Pordong         | 8′ |
| Flaut travers   | 8′ |
| Crom Horn       | 8′ |
| Vox humana      | 8′ |
| Principal       | 4′ |
| Rohrflaut       | 4′ |
| Quint           | 3′ |
| Octav           | 2′ |
| Mixtur 3f       | 1′ |

| Pedal C–c1 |     |
| Subbaß     | 16′ |
| Posaun Baß | 16′ |
| Octav Bass | 8′  |
| Violoncell | 8′  |
| Quint      | 6′  |
| Superoctav | 4′  |
| Clarin Baß | 4′  |

- Tremulant als Kanaltremulant im ersten Manual (rekonstruiert)
- Koppeln: Manualschiebekoppel zwischen den Klaviaturen (rekonstruiert), Pedalkoppel im Spieltisch angelegt (rekonstruiert)
- Spiel- und Registertrakturen sind mechanisch

### Glocken
Das Geläute der Abtei besteht aus im Folgenden vorgestellten vier Glocken. Die Glocken wurden in den vergangenen Jahrhunderten mehrfach umgehängt und bei der Ausstattung mit elektrischen Antriebsmotoren 1960 mit Jochen aus Stahl versehen. Denkmalpflegerische Gründe gaben 1982/83 den Ausschlag, die Glocken fachgerecht und wieder an Holzjochen aufzuhängen.
| Patronat                                              | Inschrift | Höhe ca. in cm | Gussjahr               | Gießer, Gussort                  | Schlagton | Bemerkung |
| ----------------------------------------------------- | --- | -------------- | ---------------------- | -------------------------------- | --------- | --- |
| Jesus Christus, St. Maria, St. Johannes und St. Simon | IHESUS XPS MARIA JOHANNES SIMON | 100            | 1661                   | Matthias Gort von Stommel, Köln  | Fis       | „campana maxima“ |
| St. Norbert und St. Genoveva                          | NORBERTVS VND GENOVEVA HEISCHEN ICH SVB ABBATE SDOLPHO M. GORT VON STOMMEL GOS MICH ANNO 1661 IHM MAY                                                                     | 95             | frühes 14. Jahrhundert |                                  | Gis       | älteste erhaltene Glocke |
| St. Maria und St. Simon                               | S MARIA JOAN EVANGELIST VND SIMON SEIT STEHTS BEY GODT UNSER PATRON DAS ER ABWEND ALL UNGEMACH IN HAGEL; PLITZ UND DONNERSCHLAG UNDER ABT A G M G V S G M A 1661 IN JUNIO | 80             | 1661                   | Matthias Gort von Stommel, Köln  | B         | |
| Maria Himmelfahrt                                     | SANCTA MARIA ORA PRO NOBIS. VIVOS VOCO MORTUOS PLANGO. IN MEMORIAM DER VERMISSTEN UND GEFALLENEN DER WELTKRIEGE 1914–1918 1939–1945. DIE PFARRFAMILIE SAYN A.D. 1955      |                | 1955                   | Petit & Gebr. Edelbrock, Gescher |           | zum Gedenken an die Opfer der beiden Kriege gegossen; diente viele Jahre als Wandlungsglöckchen, seit der Renovierung 1982/83 als „Totenglöckchen“ bei Begräbnissen, befindet sich im Turmhelm |

## Liste der Äbte und Vorsteher des Klosters
| Zeitraum                              | Name                              | Bemerkung |
| ------------------------------------- | --------------------------------- | --- |
| 1200/1201–1220                        | Hermann                           | erster Propst der Abtei |
| 1220–1225                             | Gerhard                           | |
| 1226–1230                             | Ludolf                            | dritter Propst, zum ersten Abt der Abtei geweiht 1228/1229 |
| 1232 bezeugt                          | Heinrich                          | Steinfelder Nekrolog: „…einst Abbas in Ungarn und in Sayn“ |
| 1240 und 1248 bezeugt                 | Ludger                            | ab 1251 Abt von Clarholz |
| 1255 bezeugt                          | Goswin                            | ab 1258 Abt in Steinfeld |
| 1264 erwähnt                          | Johannes                          | |
| 1268–1272                             | Johannes von Löwen                | anschließend Abt von Steinfeld, Abt von Rommersdorf, 1289–1292 Abt von Floreffe |
| 23. Juli 1273 – 2. Oktober 1275       | Konrad                            | erhält Aufsicht über Kloster Engelport |
| 1278 und 1280 erwähnt                 | Dudo                              | später Abt von Hamborn |
| 1287 erwähnt                          | Manegold                          | |
| 1287 erwähnt                          | Konrad                            | |
|                                       | Linger, Wetzelin und Bartholomäus | in neuzeitlichen Abtskatalogen erwähnt, jedoch liegen keine weiteren Daten vor |
| 1304 bezeugt                          | Heinrich                          | hat wahrscheinlich resigniert |
| 1308 bezeugt                          | Hermann                           | |
| 1309 und 1310 erwähnt                 | Jakob                             | resigniert und wird Propst im Kloster Konradsdorf bei Büdingen |
| 1328                                  | Arnold                            | Sayn hatte zwei Äbte mit diesem Namen im Jahr 1328 |
| 1330–1341 erwähnt                     | Heinrich                          | resigniert 1344 |
| 1345–1358 erwähnt                     | Amand                             | resigniert 1362 |
| 29. September 1374 erwähnt            | Herbord                           | |
| 1384–1403                             | Heinrich Foro                     | als „Abt Heinrich von Andernach“ ist er 1397 bezeugt |
| 1404 erwähnt                          | Johann                            | |
| 1415 bezeugt                          | Gotthard                          | |
| 1423/1424–1463                        | Johann Meyen                      | Konflikte mit Graf Gerhard II von Sayn |
| 1463 erwähnt                          | Gerhard von Nijkerk               | aus dem Kloster Wittewierum, Reformation des Prämonstratenserordens |
| 1465 – 3. April 1500                  | Johann von Berka                  | unter Abt Johann erlangt die Abtei Sayn zum einzigen Mal überregionale Bedeutung |
| 27. April 1500 – 23. Februar 1519     | Levin von Gouda                   | verschuldet Niedergang des Klosters, Amtsverzicht am 23. Februar 1519 |
| 23. Februar 1519–1522                 | Adam von Heddesdorf               | |
| 1522–1546                             | Johann Hillen von Bendorf         | |
| 1546–1561                             | Heinrich Kricker von Neuss        | |
| 1563/1566–5. Januar 1577              | Jodocus Brender                   | die Grafen von Sayn ruinieren das Kloster wirtschaftlich, Güter mussten verkauft und der Kirchenschatz auf die Burg Sayn verbracht werden, der Konvent außer Abt und Prior muss das Kloster verlassen                                                                     |
| 3. Februar 1577–1592                  | Simon Hausmann                    | stammt aus Sayn, wird zum Abt ernannt, Nähe zu den Grafen von Sayn |
| 2. Dezember 1592–1599                 | Heinrich Kray (Krae)              | stammt aus Hachenburg (saynisch) |
| 1599 – 13. Juni 1607                  | Laurentz Goir                     | |
| 1607–1629                             | Gerhard Knorr                     | ab 1607 Prior in Sayn, 8. Juli 1625 zum Abt erhoben, resigniert 1629 |
| 5. September 1629 – 10. Dezember 1635 | Werner Wiesen                     | verstirbt 1635 an der Pest |
| 26. Dezember 1635–August 1638         | Kaspar Schildt                    | wird am 10. August 1638 zum Abt von Rommersdorf postuliert |
| August 1638–1659                      | Johann Schnorraeus                | ab 26. September 1628 Prior unter verschiedenen Äbten, steht ab August 1638 dem Kloster vor |
| 21. Januar 1652 – 14. August 1655     | Johann Hagen                      | vorher Pastor in Hamborn, am 14. August 1655 plötzlich verstorben im Kloster Rommersdorf |
| 29. September 1655–September 1657     | Gerhard von Entzen                | wird am 21. September 1657 zum Abt von Rommersdorf postuliert |
| November 1657 – 12. Dezember 1697     | Adolph Gülich                     | erlangt als erster Sayner Abt das Recht für seine Person, eine Mitra tragen zu dürfen, kommt durch Händel seines Neffen in Konflikt mit den kaiserlichen Behörden, was auch Konflikte und Strafmaßnahmen seiner kirchlichen Obrigkeit zur Folge hat                       |
| 26. Oktober 1682 – 5. Juli 1690       | Adam Schmitz                      | ab 1682 Abtkoadjutor unter Abt Gülich |
| 1690–1694                             | Sigismund Lindtweiler             | ab September 1690 zum Administrator der Abtei verpflichtet, ab 1698 Prior in Sayn unter Abt Colendal, ab 1708 Pfarrer in Nauort |
| 6. Januar 1698 – 20. September 1719   | Engelbert Colendal                | erlangt das Recht für sich und seine Nachfolger, die Mitra tragen zu dürfen; im Alter von 26 Jahren zum Prior und Administrator der Abtei ernannt, bringt die Abtei zu neuer Blüte, veranlasst Renovierungen und Neuanschaffungen, erlangt das Recht, die Mitra zu tragen |
| 24. März 1720 – 26. November 1722     | Adolph Damen                      | löst diverse Schuldverpflichtungen des Klosters ab, beginnt den Bau des neuen Kirchturms |
| 7. Dezember 1722 – 12. Oktober 1744   | Joseph Kappenstein                | wird ab 1733 wegen psychischer Probleme von Prior Gottfried Geller vertreten |
| 29. November 1744–Juli 1777           | Isfried Ohm                       | lässt neue Wirtschaftsgebäude errichten, ist als Visitator verschiedener Zirkarien und Klöster aktiv |
| August 1777 – 26. April 1789          | Adolph Hirsch                     | erbaut neue Klostermühle und lässt den Konventsgarten neu anlegen |
| 26. Mai 1789 – 14. Februar 1794       | Joseph Pfeifer                    | vor seiner Wahl Pfarrer in Nauort |
| 17. Mai 1794 – 12. März 1803          | Bartholomäus Reinhard             | letzter vom Konvent gewählter Abt der Abtei, nach Aufhebung des Klosters Pfarrer in Sayn |

## Liste der Patronatspfarrer

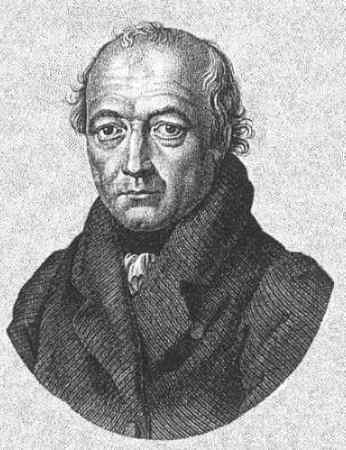
Martin Boos, Pfarrer in Sayn 1819–1825

In Folge eines Staatsvertrages zwischen dem Herzogtum Nassau und dem preußischen Staat von 1815 übernahm Preußen neben dem Patronat über die Abteigebäude auch die Dotation der Pfarrei Sayn. Hieraus resultierte ein Präsentations- und Mitwirkungsrecht Preußens, sowie in der Rechtsnachfolge das Land Rheinland-Pfalz, an der Bestallung des Ortspfarrers. Sayn ist die einzige Pfarrei im Bistum Trier, bei der die Landesregierung Mitbestimmungsrecht bei Besetzung der Pfarrstelle hat und in schwerwiegenden Fällen die Zustimmung verweigern kann.
| Zeitraum  | Name                                          |
| --------- | --------------------------------------------- |
| 1803–1818 | Bartholomäus Reinhard, OPraem                 |
| 1819–1825 | Martin Boos                                   |
| 1825–1826 | Johann Adam Nußbaum                           |
| 1826–1830 | Engelbert Hoffmann                            |
| 1830–1880 | Johann Georg Holsinger                        |
| 1882–1900 | Anton Müller                                  |
| 1900–1913 | Jakob Napoleon Knopp                          |
| 1913–1920 | Friedrich Wessel                              |
| 1921–1961 | Anton Nikolaus Ibald                          |
| 1961–1971 | Wilhelm Roth                                  |
| 1971–2004 | P. Willi Madauß, SDB                          |
| 2004      | P. Joachim Hagel, OPraem                      |
| 2005–2012 | P. Thomas Lüke, OPraem                        |
| 2012–2014 | P. Norbert Maliekal, OPraem                   |
| 2014–2021 | Joachim Fey (Pfarreiengemeinschaft Bendorf)   |
| seit 2022 | Frank Klupsch (Pfarreiengemeinschaft Bendorf) |